# Dodge Charger
El Dodge Charger es un automóvil deportivo producido por el fabricante estadounidense Dodge, división del grupo Stellantis. A la fecha, existen diferentes generaciones en tres diferentes plataformas. Este nombre es asociado generalmente con un modelo de rendimiento en la gama Dodge, aunque también se ha llevado a un hatchback, un sedán y a un cupé de lujo personal.
Sus tres principales iteraciones producidas han sido: una línea de coches de tamaño mediano de 1966 a 1978 (B-body); otra línea de tipo subcompacto de 1983 a 1987 (L-body); y la plataforma sedán LX y LD, producida desde 2006.
Este nombre también se llevó a un prototipo de 1999 que difería sustancialmente del modelo original, puesto en producción para el 2006. Un nombre similar Ramcharger, fue empleado para un vehículo tipo camioneta.

## Origen

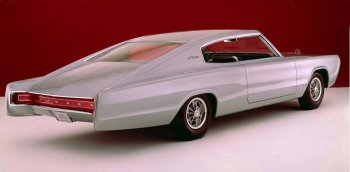
Vista trasera del prototipo del Charger II de 1965.

Para 1964, la mayoría de los fabricantes comenzaban a ofrecer automóviles comunes con opciones deportivas e incluso a diseñar nuevos deportivos, lo que principalmente detonó con la introducción del Pontiac GTO en 1964 y con el lanzamiento del Ford Mustang en el mismo año. Esto propició que las demás divisiones de General Motors comenzaran a producir versiones deportivas de sus demás vehículos, tal fue el caso del Chevrolet Chevelle SS, el Oldsmobile 442 y el Buick Gran Sport (GS), poniendo en desventaja a los vehículos Chrysler, ya que sus únicos autos para competir contra los llamados muscle cars eran solamente el Coronet y el Belvedere y, aunque tenían disponibles los RB 440 y el 426 Hemi, su aspecto exterior era un diseño muy anticuado y para nada deportivo.
Por otra parte, el Mustang tuvo un competidor directo de Chrysler, el cual era una versión especial basado en el compacto Plymouth Valiant: el Plymouth Barracuda 1964 ½, ya que después de todo, en realidad introdujo el fastback 16 días antes de que Ford lo hiciera con el Mustang, solamente disponible en versión descapotable y fastback. Aunque este último pudo mantenerse a la par con el Mustang, su diseño basado en el Valiant le restó autenticidad e imagen propia, pero de otra manera los coches de Chrysler Corporation se veían viejos.
Al ver el éxito de los muscle cars de tamaño mediano e intermedio, Chrysler decidió diseñar su propio modelo y optó por tomar su plataforma mediana "B" para crear su nuevo auto. Este fue el Charger, que de ser un concepto se convirtió en una realidad para 1966. El nombre Charger se usó en un prototipo de 1964 que estaba basado en el Dodge Polara. En 1965 presentaron el prototipo roadster llamado Charger II, que fue diseñado por Carl Cameron y se parecía más al modelo que más tarde salió a producción.

## B-body

### 1966-1967

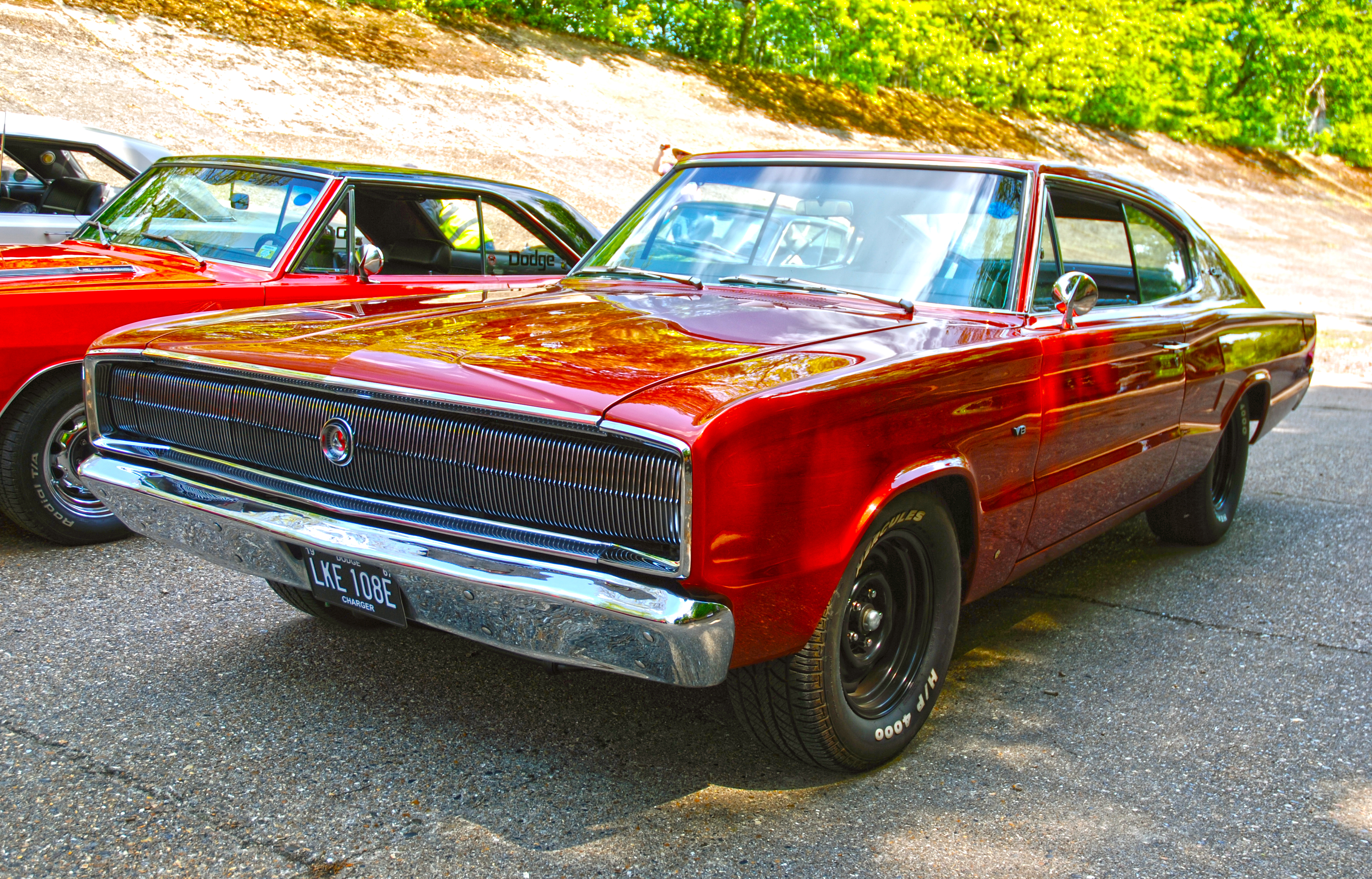
Charger modelo 1966.

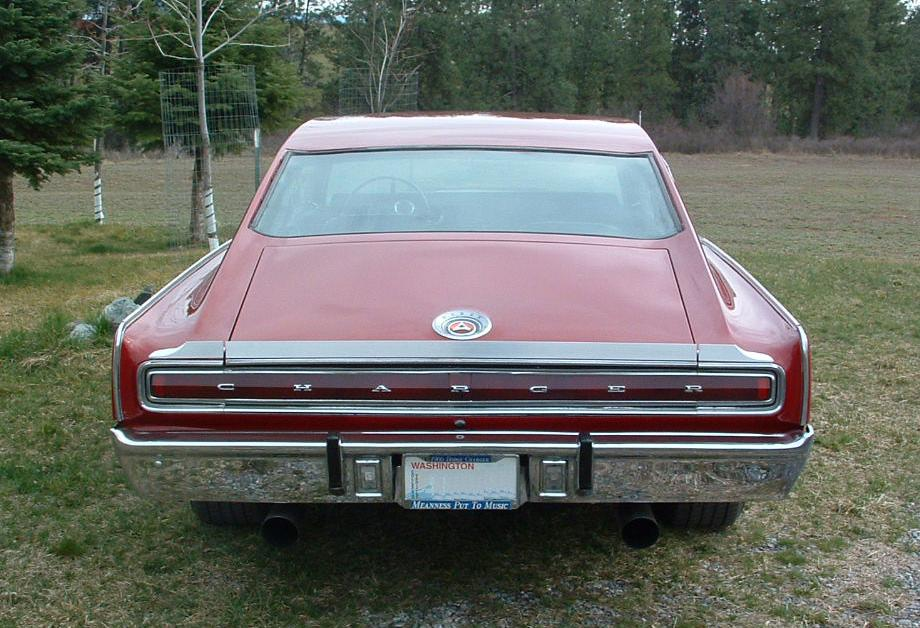
Vista trasera con spoiler de NASCAR.

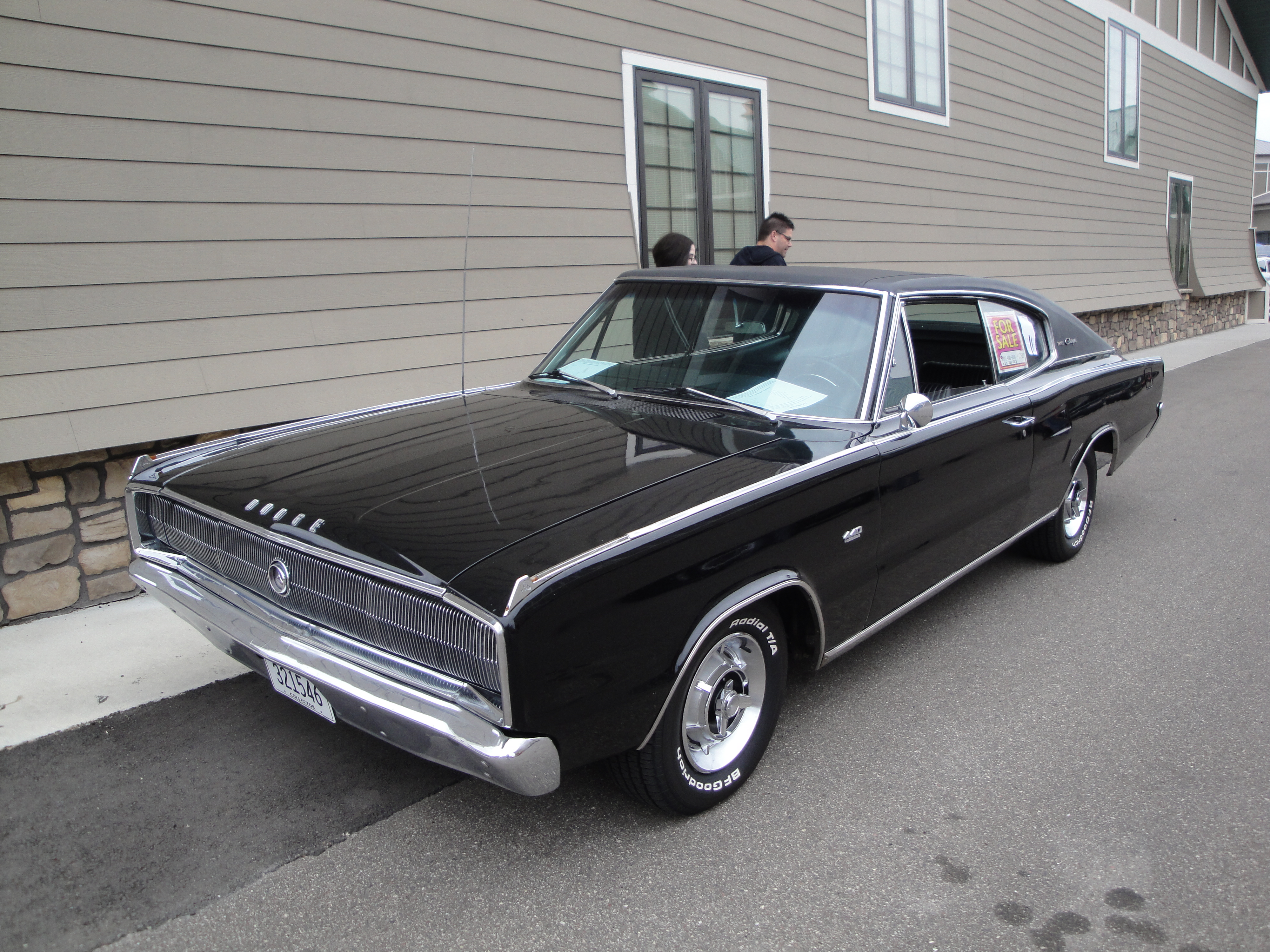
Modelo 1967.

Apareció en el otoño de 1965 como modelo 1966, así que la primera generación del Charger salió al mercado en 1966. Exceptuando el techo fastback de dos puertas y algunos adornos únicos, el Charger era cada pulgada del Coronet, lo cual significaba que era una simple estructura carrocería con una suspensión delantera de brazos de control de largo desigual, que usó barras de torsión como un medio elástico y un eje rígido sobre ballestas semielípticas en la parte trasera. Excepto por esas barras de torsión, que era la entonces marca de diseño de suspensión de Chrysler, no tenía absolutamente nada convencional acerca de la ingeniería del Charger.
El frente del coche era igual al del Coronet, pero integraba faros escamoteables en la parrilla delantera, muy parecidas a las del Mercury Cougar y para poder ver las luces, se accionaba un mecanismo eléctrico desde dentro del vehículo para que las placas que tenían los faros rotaran completamente para permitir al operador encender las luces. La carrocería estaba basada en el Coronet, pero el toldo estaba curveado hacia atrás, convirtiendo al Charger en un fastback, lo que le dio un aspecto diferente y una mayor aerodinámica al automóvil. Las luces traseras eran una barra que corría de costado a costado y distribuidas en el centro de esta se encontraban unas letras con el nombre "Charger". La ventana lateral se diseñó un poco cuadrada, similar a las del los Chevrolet Chevelle de 1970-72, además solamente estuvo disponible como hardtop. Por dentro, equipaba una configuración de asientos 2+2 y una consola central, además el tablero fue único para el Charger, ya que tenía un diseño muy futurista y todos los indicadores tenían electroluminiscencia. Más adelante estaba disponible un spoiler, convirtiéndolo en el primer modelo de producción en lucirlo.
Al estar basado en la plataforma mediana del Coronet, el Charger agregó una incómoda línea del techo fastback, mejorada por los pilares C barridos, faros ocultos y unas luces traseras completas a lo largo de toda la zaga. El interior era una obra de arte con cuatro asientos tipo baquet, consolas disponibles en el frente y en la parte trasera e indicadores completos. Los asientos baquet traseros todavía se podían doblar hacia abajo para crear un área de carga de 7 pies (2,1 m) de largo. Solamente se construyeron 468 unidades con el 426 Hemi de un total de 37 344 unidades, tal vez porque venía con un año o 12 000 millas (19 300 km) de garantía en lugar del estándar de 5 años o 50 000 millas (80 500 km). Más adelante, esa garantía era inválida si el coche estaba “sujeto a cualquier operación extrema”, como por ejemplo, en carreras de arrancones.
Para nadie era una sorpresa que el modelo 1967 era mucho una continuación de 1966. En apariencia, había algo nuevo de cromo añadido a los lados de coche y todos los adornos del interior fueron mejorados a los niveles del Coronet 500. Así, a nadie parecía importarle y las ventas cayeron a 15 788 unidades y solamente 118 de ellas con el Hemi. Mientras que el Charger era relativamente no amado en su primera iteración, sobrevivió a la prosperidad en su segunda generación.
Desde que tenía tal éxito de ventas, los cambios eran limitados para 1967. A pesar de que el éxito en las carreras en NASCAR de 1966, las ventas cayeron a la mitad porque estaba enfrentando una fuerte competencia en la serie Trans-Am con el Mustang y el totalmente nuevo Chevrolet Camaro, así que decidieron que un rediseño mayor estaba en orden, en lugar de una reestilización menor. Al ser casi idéntico al modelo 1966, se distinguía de ese año por sus faros direccionales sobre las puntas del guardabarros. Físicamente permaneció sin cambios, solamente en 1967 la gama de motores se expandió: el V8 de la serie A de 318 plg³ (5,2 litros) fue sustituido por uno con un carburador de 2 gargantas de la serie LA.

### 1968

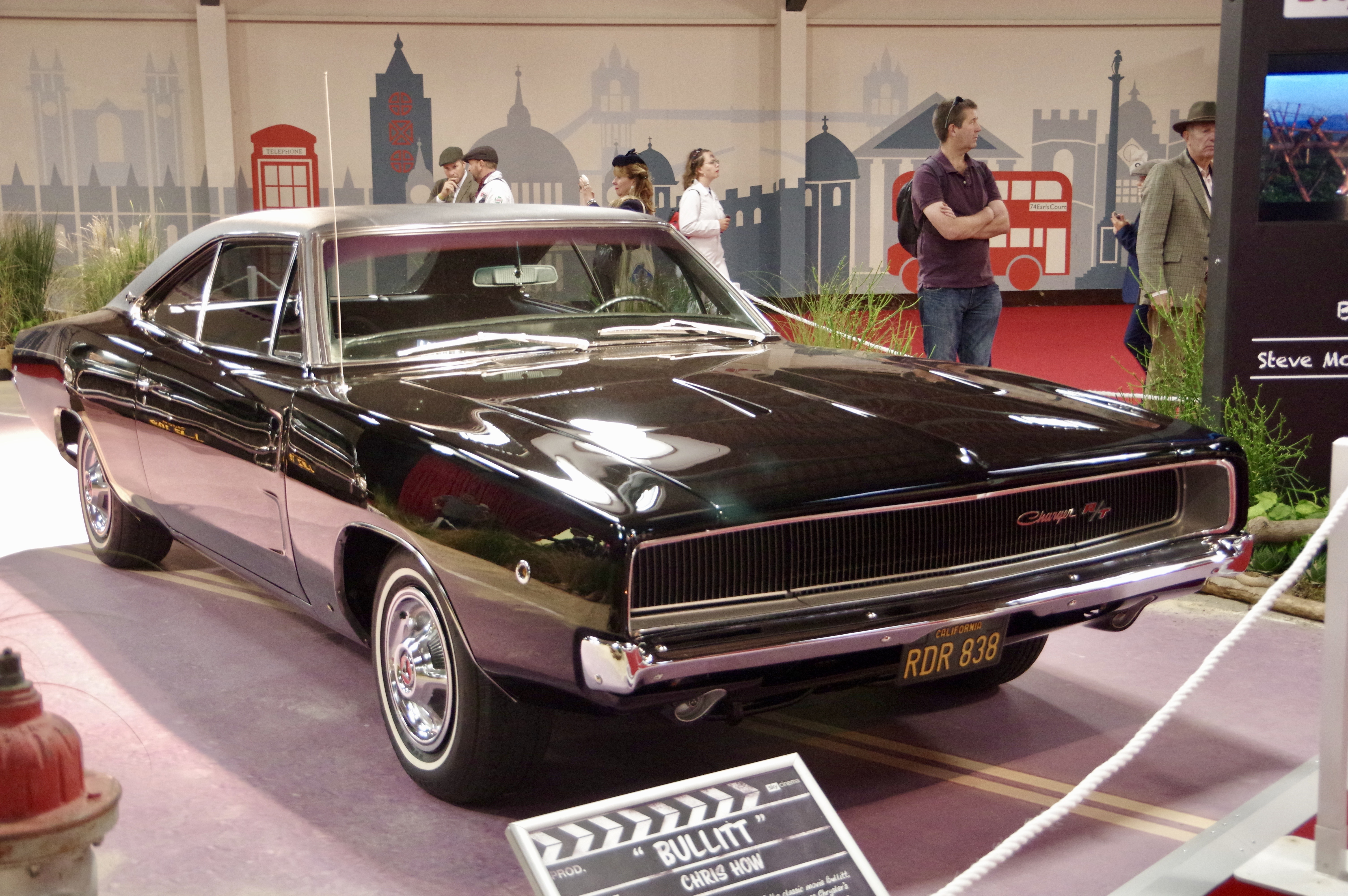
R/T 440 Magnum de los villanos de la película "Bullitt", con la matrícula original "RDR 838" del Estado de California.

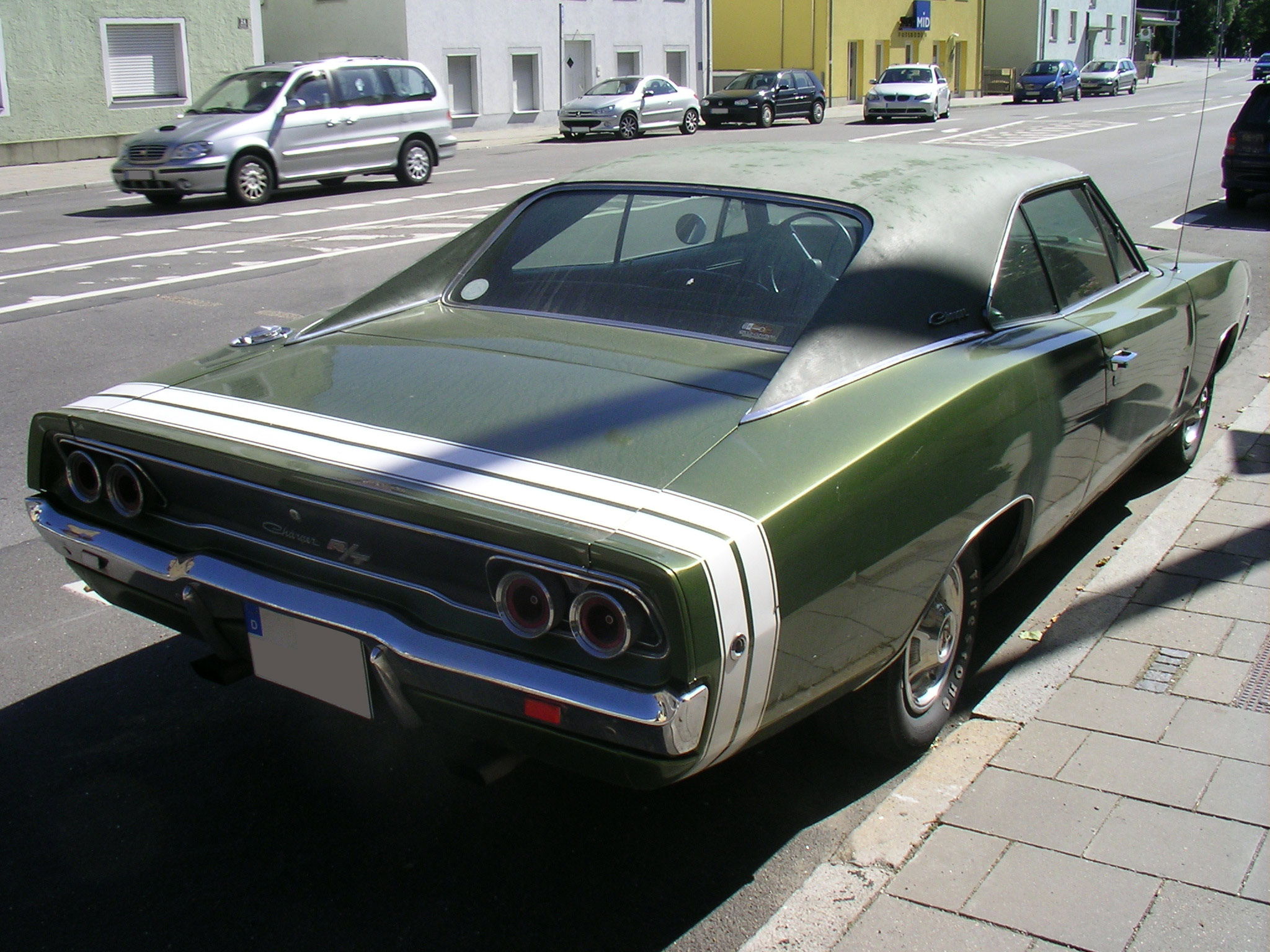
Vista trasera de la versión R/T.

La plataforma B de Chrysler fue rediseñada para el año de 1968 y el Charger se diferenció todavía más del Coronet. Este modelo fue uno de los más famosos por tener un carrocería muy aerodinámica. En esta generación sigue teniendo los faros ocultos, pero esto cambia cuando se acciona un botón que inmediatamente quita las tapas para que se vean los faros.
El éxito del modelo 1968 ciertamente puede ser casi debido a su estilo, después de lúgubres ventas de lo que de otro modo sería similar a los coches de 1967. La nueva imagen de "botella de Coca-Cola" lo convirtió en uno de los muscle cars con mejor apariencia en los Estados Unidos, con muchos considerándolo como el coche de alto rendimiento con mejor apariencia de los años 1960.
La batalla de 117 pulgadas (297,2 cm) tenía una línea del capó más larga y más baja, un spoiler pequeño integrado al final de la cubierta trasera, faros ocultos, un parachoques integrado con protectores verticales, compuertas simuladas en el capó y a los lados de la carrocería, un tapón de gasolina de llenado rápido grande ubicado la parte trasera del panel del cuarto y luces de estacionamiento montadas en el parachoques para parecerse a las luces de rally.
El interior mejorado tenía asientos tipo baquet delanteros envueltos en vinilo, con una consola central acolchada opcional, un reloj "rallye" y bolsillos guarda mapas. Para la seguridad, la nueva puerta de la guantera tenía bisagra en la parte superior en lugar de al fondo, así que no podía caer encima de las rodillas y las perillas de manivela de las ventanillas eran fabricadas de plástico suave y flexible. La parte superior de la parte delantera del asiento trasero tenía una estructura de metal cubierta de espuma absorbente de energía y el salpicadero estaba acolchado para protección de las piernas y rodillas. Los ceniceros estaban empotrados y las ventanillas eléctricas tenían un bloqueo de seguridad para evitar que los niños jugaran con ellas y no podían usarse a menos que el motor estuviese encendido. Las opciones incluían reposacabezas delanteros, cinturones centrales delanteros de regazo, para coches sin la consola, cinturones de hombro delanteros y traseros para los pasajeros fuera de borda, un volante acolchado y un desempañador de la ventana trasera.

### 1969

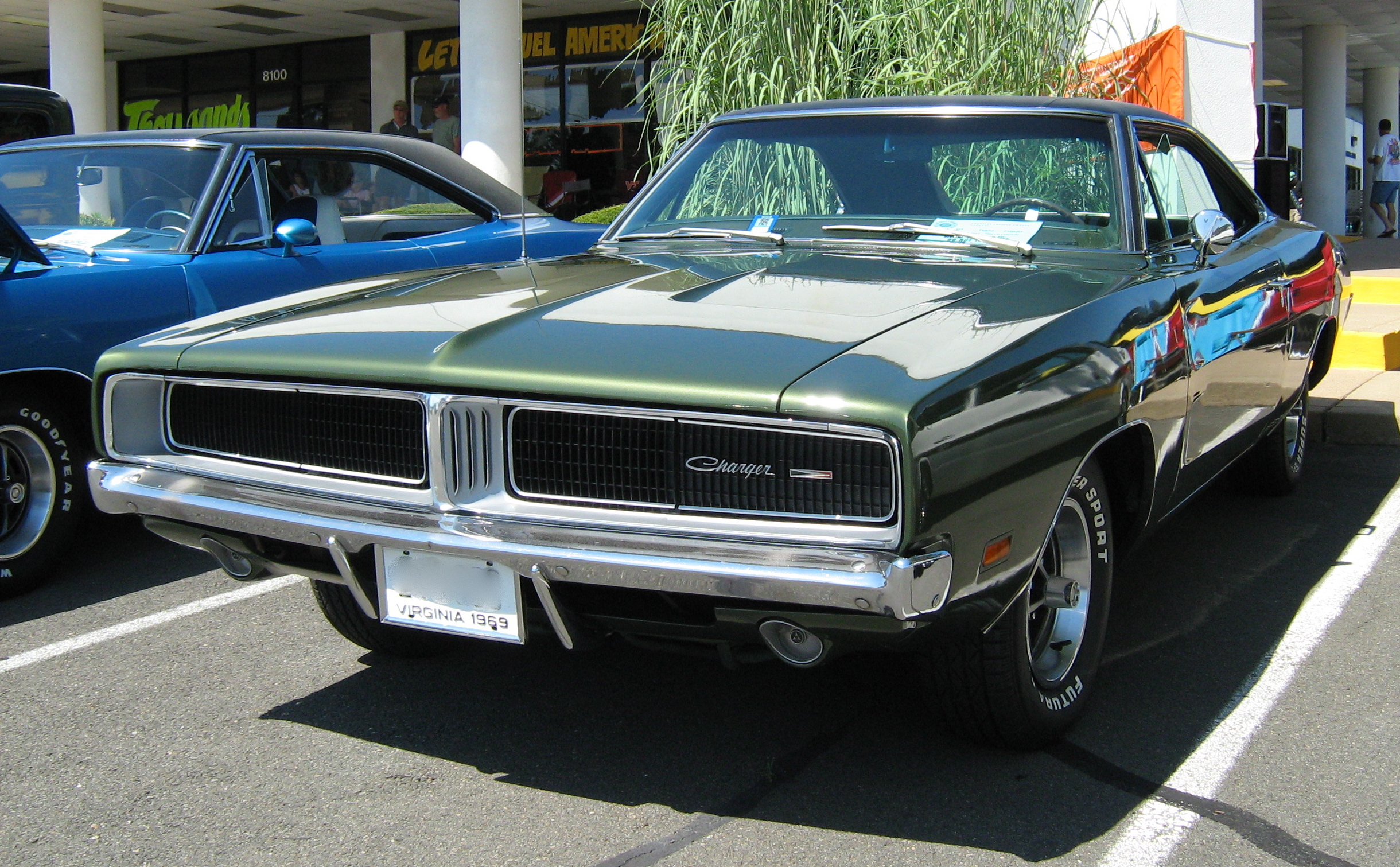
Modelo 1969 verde.

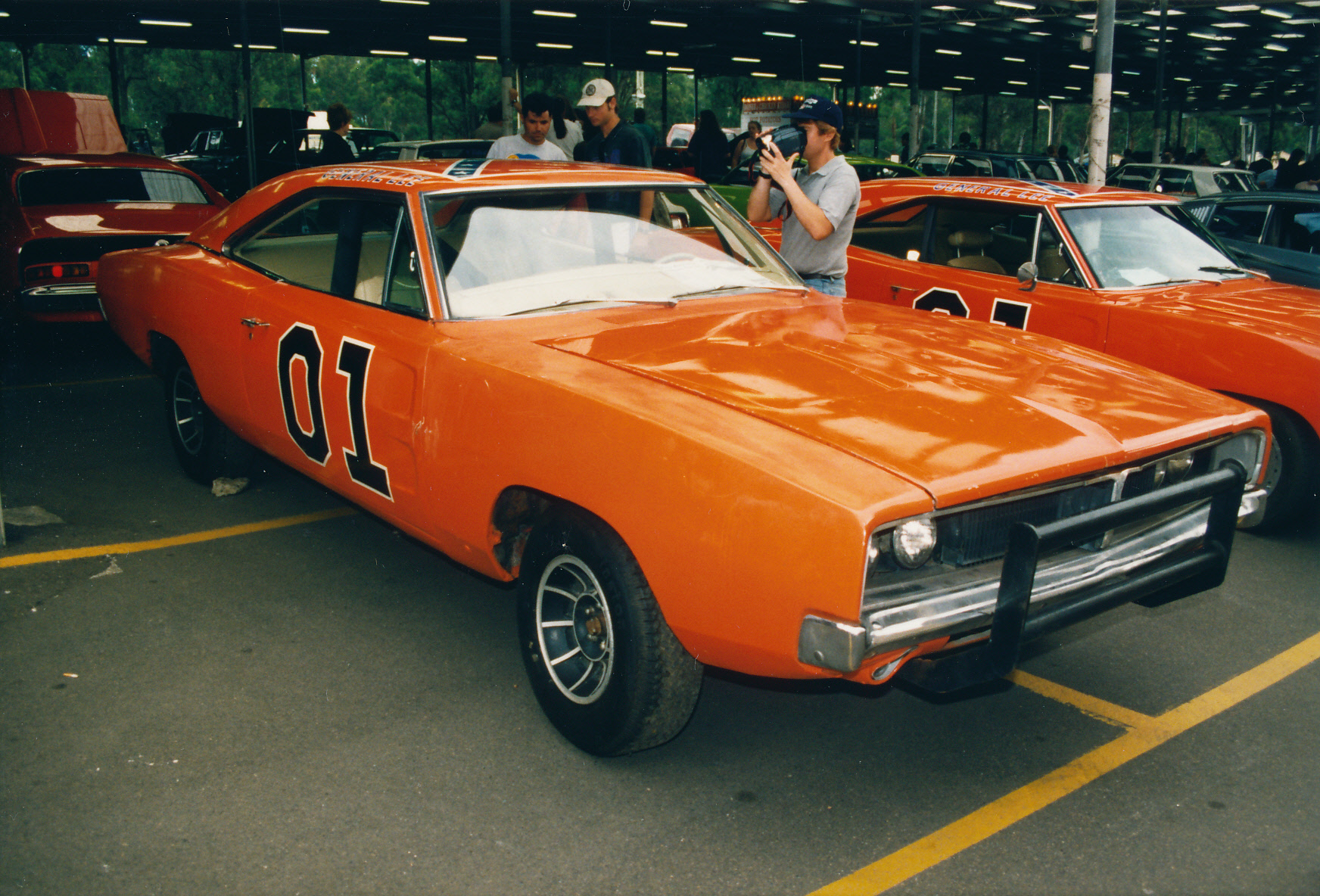
El "General Lee".

Quedó virtualmente sin tocar y solamente tenía un divisor central en la parrilla, calaveras empotradas y las luces blancas de reversa se movieron debajo del parachoques trasero. Según la revista especializada "Mopar Muscle", publicó una lista de los números de producción para la especialidad de los modelos 1969: 392 Charger 500, 67 Hemi 500, 433 Daytona con motor de 440 plg³ (7,2 litros) y 70 Daytona con motor Hemi.
El Charger 500 podría haber sido llamado así por el total de fabricados por parte de Creative Industries a partir de los modelos estándar, para poder cualificar con las reglas de ventas de la NASCAR. Usaron una parrilla del Coronet y una ventana trasera más nivelada e inclinada para eliminar problemas de aerodinámica que propiciaron en carreras contra coches Ford de menor potencia, pero más resbaladizos. En ese mismo año, se vio al Charger Daytona con un spoiler masivo y un morro aerodinámico; ningún otro coche podía igualar la velocidad máxima, estableciendo un récord de 200 mph (322 km/h) con su motor estándar de 440 plg³ (7,2 litros) y el Hemi opcional. El motor Slant-six se agregó a la gama inexplicablemente y alrededor de 500 unidades fueron vendidas.
El grupo de versión opcional "Special Edition" agregó asientos tipo baquet de cuero, un volante de grano de madera, diferentes inserciones en el salpicadero, pedales con adornos brillantes, cubiertas de ruedas de plato hondo y unos grupos ópticos que incluían direccionales de giro montadas en el guardabarros. Las opciones del techo de vinilo incluían los colores bronce, verde, negro y blanco. El R/T que representaba poco más de la quinta parte de todas las ventas del Charger de 1968, venía con el de 440 plg³ (7,2 litros) y 375 HP (380 CV; 280 kW), pero los clientes podían optar por ordenar el más caro y muy potente Hemi de 426 plg³ (7 litros) con 425 HP (431 CV; 317 kW).
El Charger Daytona de 1969 era un deportivo de tracción trasera, derivado del mismo coche en su versión de carreras para NASCAR, siendo sus grandes diferencias una enorme mejora en rendimiento, además de su icónico frontal triangular muy aerodinámico y un enorme spoiler trasero para tener presión en las llantas traseras.

### 1970

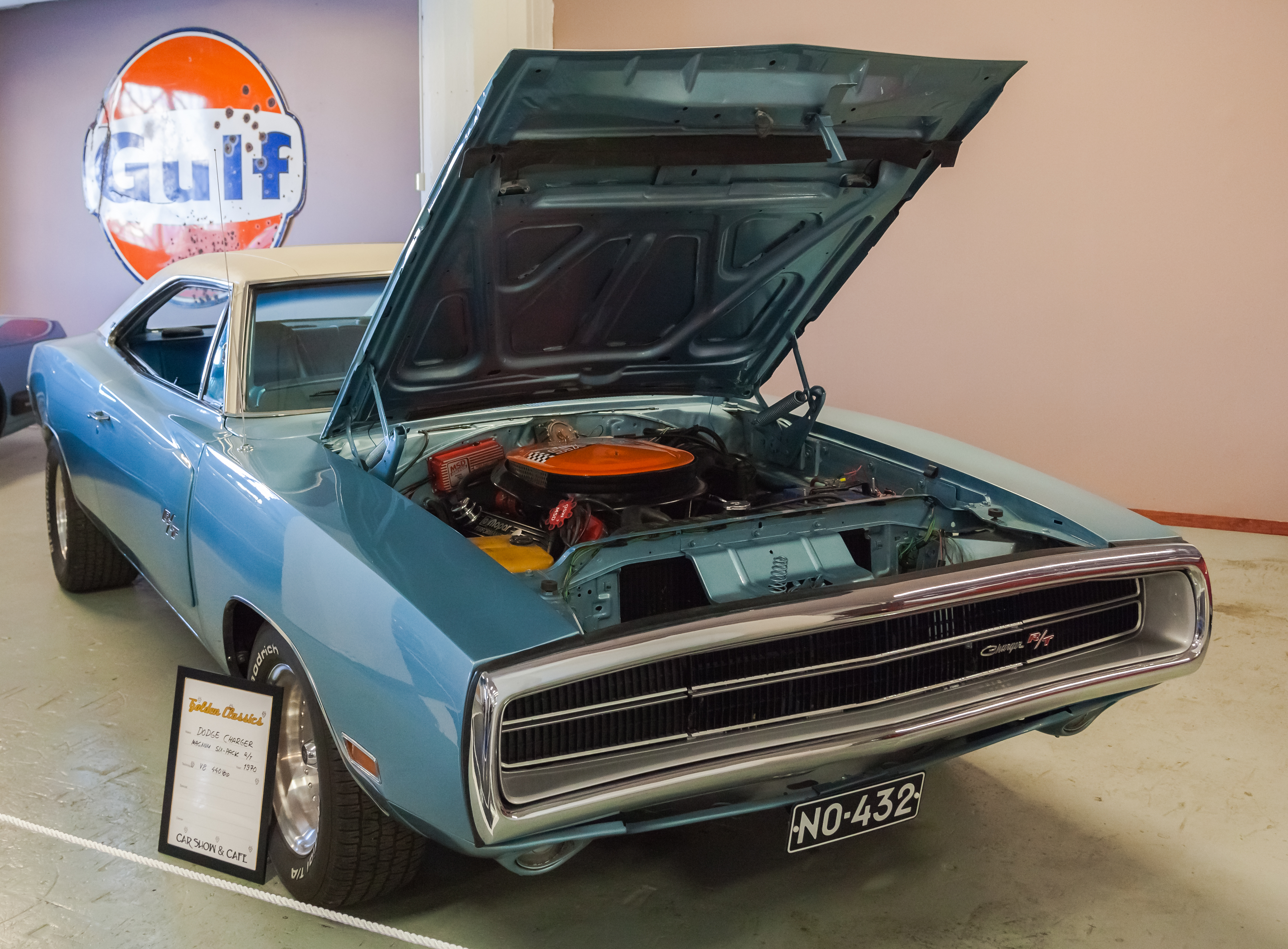
Modelo 1970 con motor Magnum Six-Pack en Helsinki, Finlandia.

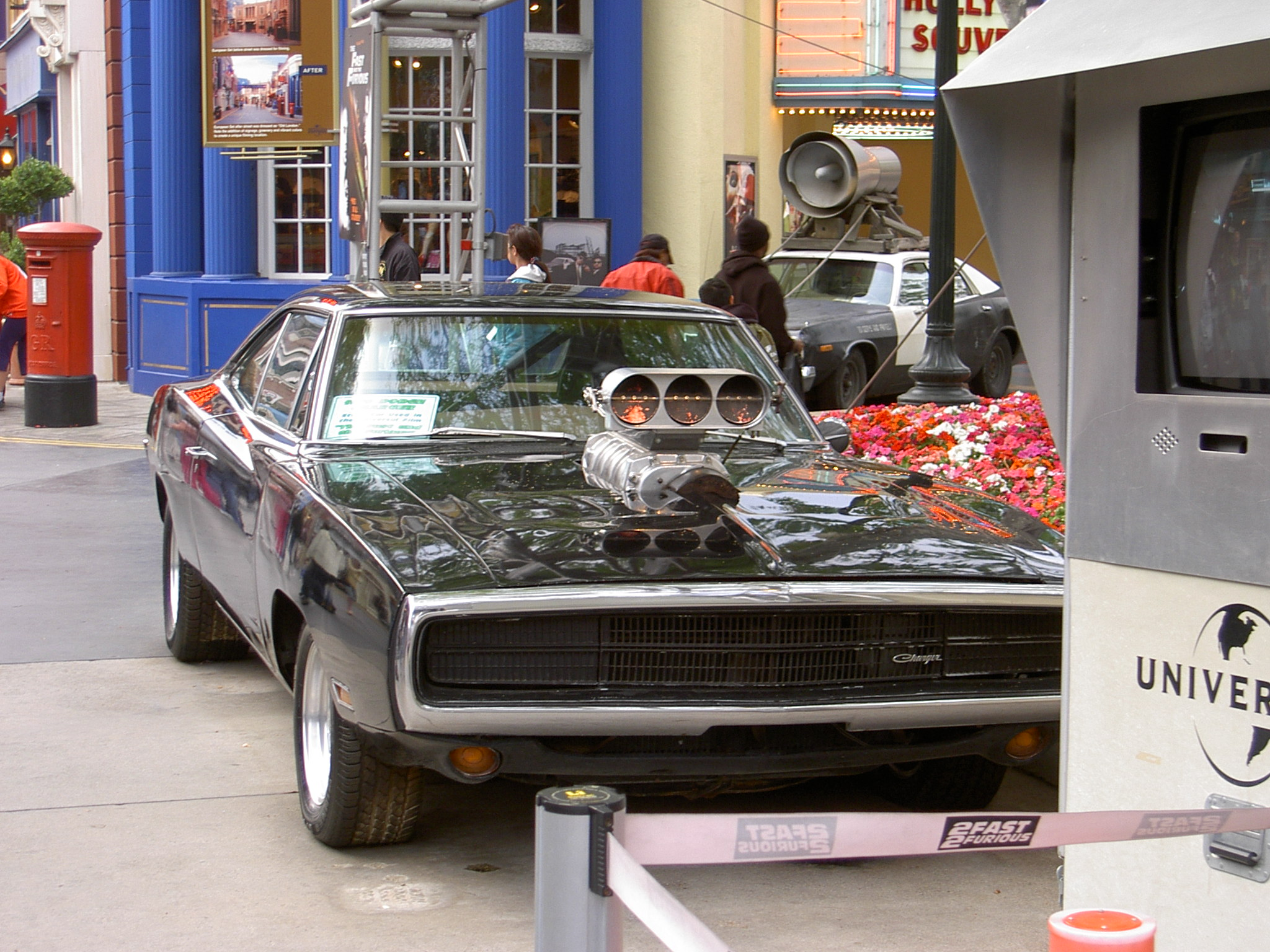
El Charger de la película The Fast and the Furious.

Recibió cambios menores. El Charger 500 se descontinuó, ya que no era necesario para competir con el Daytona de mayor velocidad; y como también sucedía muy seguido, el nombre de desempeño era convertido a un nivel de equipamiento ofrecido con el V8 de 318 plg³ (5,2 litros) entre el estándar y el R/T.
Creció por una pulgada más largo. El paquete SE seguía estando disponible con asientos baquet opcionales. Contra todo pronóstico, a diferencia de otros modelos intermedios de Chrysler, tenía llantas estándar de 14 pulgadas (35,6 cm) y no de 15 pulgadas (38,1 cm). Tenía un nuevo parachoques el cual rodeaba completamente la parrilla, nuevas calaveras a lo largo de toda la zaga, además del zumbador del interruptor de encendido del motor requerido. También obtuvo puertas con diseños en forma de cuchara simulada y unas franjas deportivas longitudinales en lugar de las del tipo "bumblebee".
La producción total para 1970 fue de 49 768 coches. De los cuales 10 337 sorpresivamente eran R/T. Se seguía vendiendo bien en comparación con los modelos 1966-67, aunque las ventas cayeron hasta un poco más de la mitad de lo habían sido en 1968 y hubo menos de la mitad en 1969 con gran desempeño. El estándar venía con asientos de banca de vinilo, alfombrillas de pila profunda, volante de tres rayos con el botón de la bocina por separado, frenos autoajustables, neumáticos con cinturón de fibra de vidrio, suspensión heavy duty (de servicio pesado) con barras de torsión frontales, barra estabilizadora frontal y ballestas traseras, protectores de parachoques traseros, faros ocultos y un tapón de combustible de llenado rápido. El freno de estacionamiento era accionado con un pedal.
La versión SE que era un paquete más lujoso y confortable, tenía asientos baquet delanteros en cuero y vinilo, volante y salpicadero de imitación tipo nuez falso, cubiertas de ruedas de plato hondo y bolsillos guarda mapas también de vinilo. También había opciones para un diferencial de deslizamiento limitado de agarre seguro, tacómetro, frenos de disco de potencia delanteros, tambores heavy duty, paquete de arrastre de remolque, paquetes de eje y suspensión XHD Rallye (R/T).
De 1970 a 1980, se produjo una versión brasileña basada en el Dodge Dart con un V8 de 318 plg³ (5,2 litros) de alta compresión.

### 1971-1974

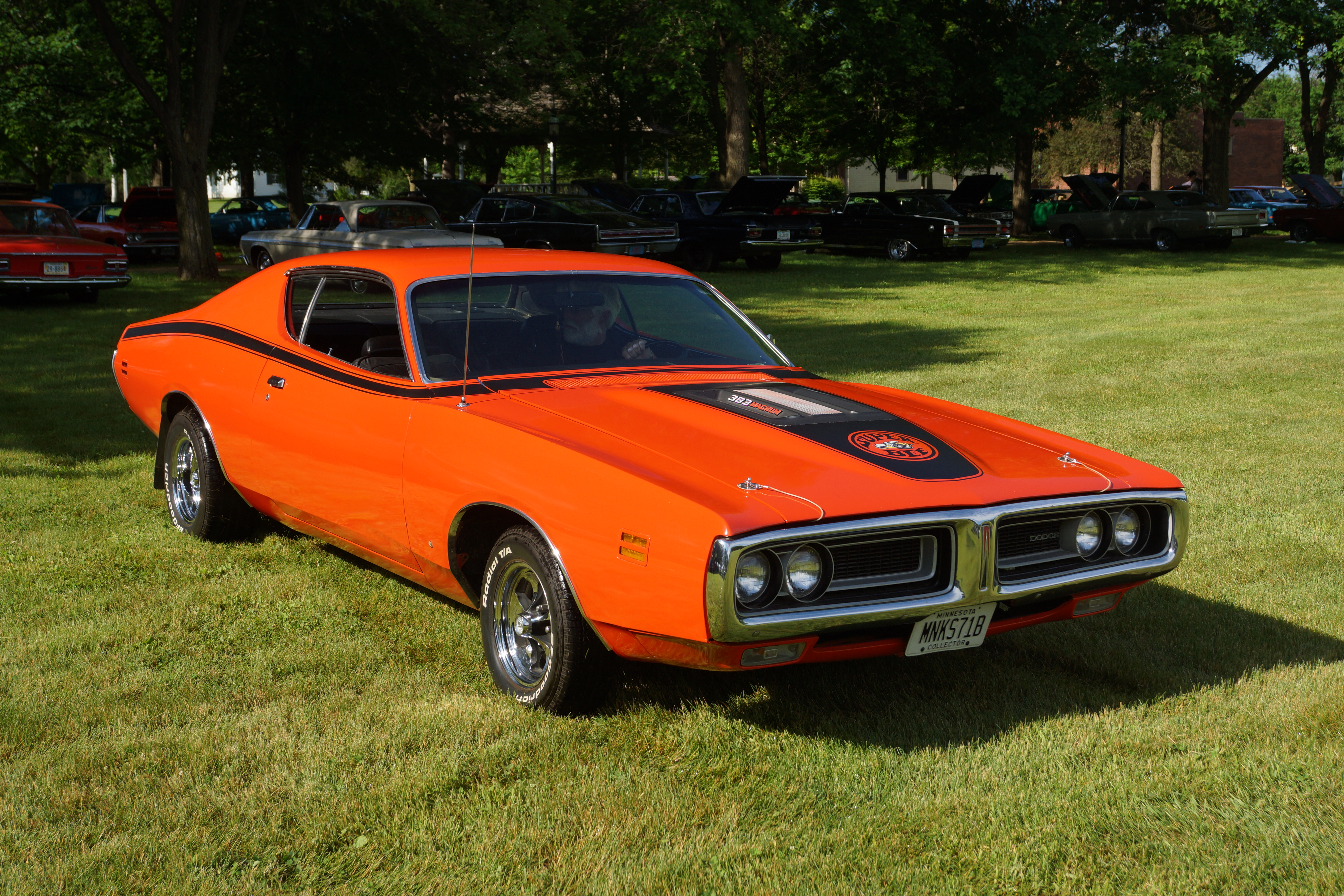
Super Bee de 1971.

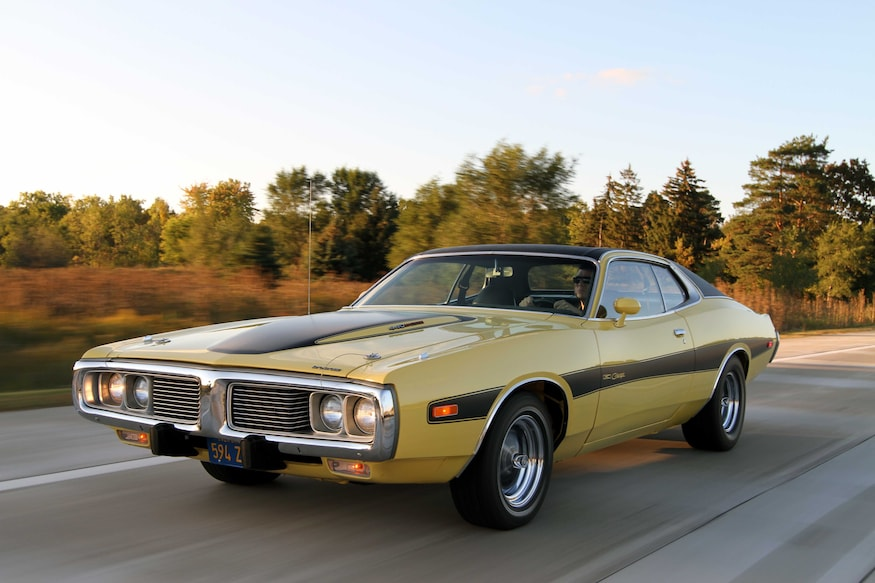
Versión Rallye de 1974.

En 1971, la nueva generación tuvo su debut y fue rediseñado completamente para diferenciarlo del Coronet, ya que tenía una división en la parrilla en dos secciones y una carrocería más redondeada, rodeada por un grueso bocel en el mismo color de la carrocería, o cromado según la versión. Los interiores se parecían a los de la plataforma E de Chrysler. Los faros ocultos se presentaron como una opción. La gama incluía 3 series: El base, el 500 intermedio y el R/T deportivo. Era un cupé bastante convencional que poco tenía que ver con el Charger original. La serie 500 venía con butacas y mejores acabados.
En ese mismo año fue el principio del fin de la era de los muscle cars, ya que mientras otros fabricantes estaban reduciendo la potencia de sus motores, Chrysler las mantenía tanto como pudo. El modelo rediseñado perdió 2 pulgadas (5,1 cm) en la batalla y ganó un estilo calado de botella de Coca-Cola. Compartía carrocería con el y seguía estando disponible en versiones R/T y SE. El R/T era particularmente negro con su capó oscurecido estándar, extractores de aire laterales simulados, ruedas Rallye, franjas de cinta deportivas y spoilers delanteros y traseros opcionales. El Hemi respiraba a través de una toma de aire en el capó tipo "Air Grabber", activada con un interruptor desde el salpicadero. Un alta gama de colores vivos estaba disponible, desde el “Green Go” (verde) hasta el “Citron Yella” (amarillo cítrico). Este estilo de carrocería duraría hasta 1974, pero esto probaría ser el último año para el 426 Hemi, que en lugar de verlo "estrangulado" por los estándares de emisiones, Chrysler decidió retirarlo cuando todavía seguía a la cabeza.
En 1974 tuvo pequeños cambios en la parrilla y los faros traseras. Es el último año del Charger como auto deportivo por la Crisis petrolera de 1973 que afectó seriamente a los Estados Unidos. A partir de ese momento, se vuelve importante la economía de combustible y los autos súper potentes con enormes motores pasan de moda. ste sería el último año en que el Charger sería considerado como un vehículo de alto desempeño, mientras que los modelos 1975 serían reposicionados en el sector de lujo personal. Aunque el nombre Charger estaría en varios modelos futuros de Chysler, ninguno igualaría jamás a aquellos de la era del muscle car. ra básicamente una repetición del modelo 1973. Los cambios menores incluyeron opciones de colores totalmente nuevos, un patrón más suave en las superficies interiores y un ligero incremento en el tamaño de las puntas de goma del parachoques. resentaba un diseño de parachoques de caucho de gran tamaño para cumplir con las nuevas regulaciones gubernamentales. Las ventas se desplomaron y ya era tiempo para un nuevo Charger, pero nunca sería todavía mejor.

### 1975-1978

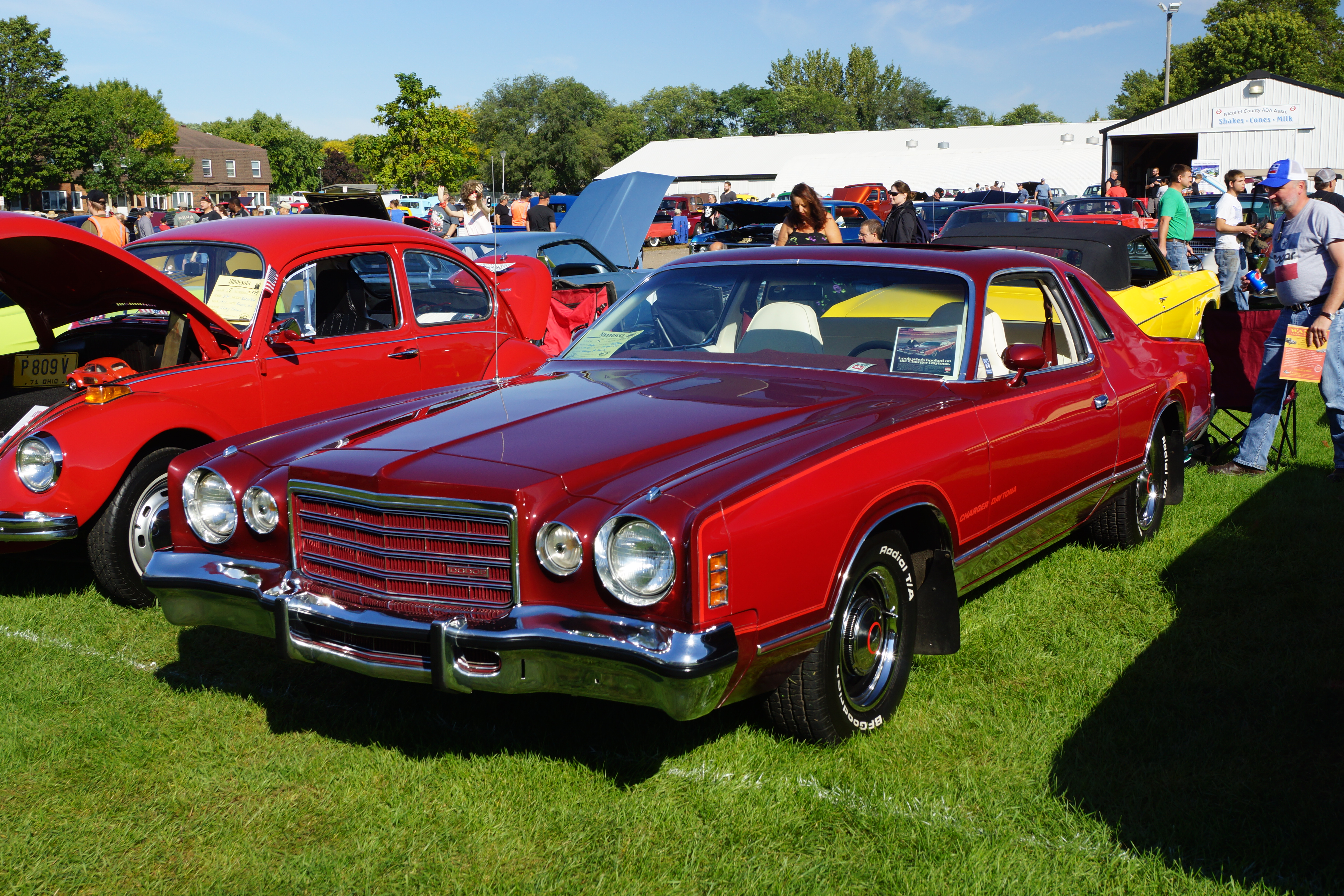
Charger Daytona de 1975.

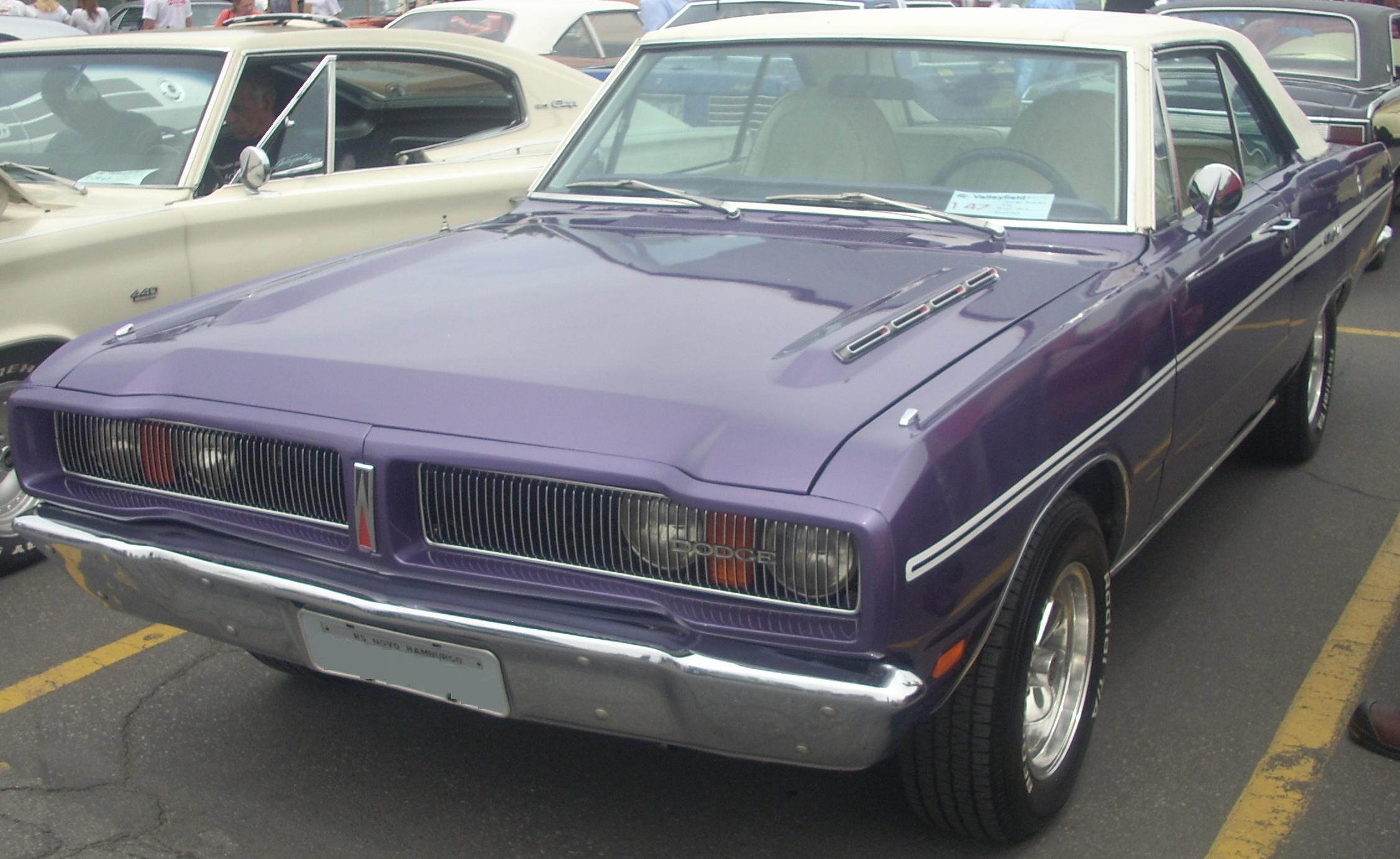
Modelo 1976 en el Valle Mopar de 2010.

A partir de 1975, ya era un voluminoso cupé de lujo personal que era la respuesta para el Chevrolet Monte Carlo y que estaba basado en el Chrysler Cordoba. El Charger SE (Special Edition) fue el único modelo que se ofreció. Las ventas en 1975 ascendieron a 30 812 unidades. Debido a la extrema forma cuadrada de la carrocería, los equipos de NASCAR se vieron obligados a confiar en el modelo del año anterior (1974) para automóviles para NASCAR. Con el fin de que Dodge fuera representado en NASCAR, el nuevo Dodge Magnum estaba listo para entrar a la competencia. En 1976, un Dodge Charger fue uno de los dos coches de serie de NASCAR para competir en las 24 Horas de Le Mans, después de haber sido modificado en las luces de cola y el limpiaparabrisas. Fue impulsado por Herschel y McGriff Doug y patrocinado por la cerveza Olympia, ganándose el apodo de "Oly Express".
En 1976, la gama de modelos fue expandida a cuatro: el base, el Charger Sport, el Charger SE y el Charger Daytona. El base y el Sport usaban una carrocería diferente que el SE y el Daytona y eran esencialmente una reasignación de lo que habían sido los modelos Dodge Coronet de 2 puertas de 1975. El Charger Daytona fue introducido con las esperanzas o el revivirlo con el fuego de desempeño, pero ascendió a un poco más que un paquete de franjas de cinta.
En 1977, el base y el Charger Sport se descontinuaron debido a que este estilo de carrocería se convirtió en parte de la nueva línea B-body del Dodge Monaco y solamente el Charger SE y Charger Daytona se ofrecieron. En 1978, solamente alrededor de 2800 unidades fueron producidas, probablemente debido a que se agotara el stock (inventario) sobrante de las piezas de acabado de 1977. Tenía una parrilla ligeramente diferente. Nació a mediados de la crisis petrolera y las regulaciones de emisiones de mediados de los años 1970.
Excepto por el nombre histórico, no había nada deportivo en el modelo 1975. Este era un coche fabricado para flotar en lugar de rugir y todavía con la adición del modelo "Charger Daytona" pintado en acabado bitono a mediados de año podría ser excitante. Con una resurrección del Coronet de dos puertas vendiéndose más o menos bien, este Charger llegó a los clientes durante ese año. Se seguía vendiendo hasta 1976 y 1977 con cambios a la línea que eran menores. Tenía una nueva parrilla para 1977 y el modelo base se descontinuó otra vez, los paquetes opcionales hacían "malabares", pero nada hizo interesantes a estos coches. Después de vender 52 761 básicos y versiones SE durante 1976 y 36 204 SE durante 1977, Dodge piadosamente "mató" el nombre. Fue reemplazado por el Magnum modelo 1978 que usaba la carrocería del Charger introducida para 1975 con una nueva parrilla y nuevos faros rectangulares detrás de cubiertas transparentes.
La cuarta generación era tan mala que esencialmente habían desaparecido de las carreteras de Estados Unidos, mientras que la primera, segunda y tercera generaciones permanecen apreciados por los coleccionistas, con la segunda, por mucho, siendo la más deseable. En otras palabras, actualmente es más probable ver un modelo 1969 que uno de 1975, 1976 o 1977.

## L-body

### 1983-1987

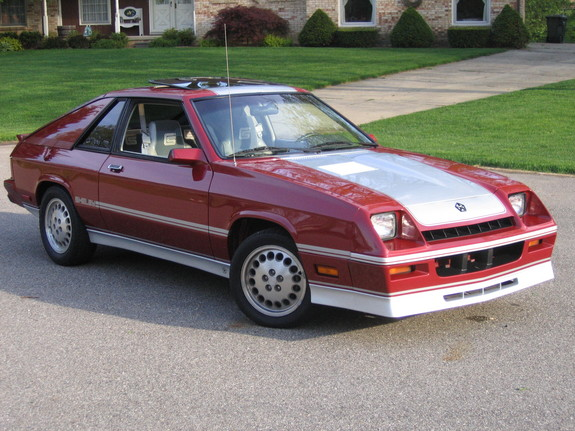
Charger "Shelby Edition" de 1987.

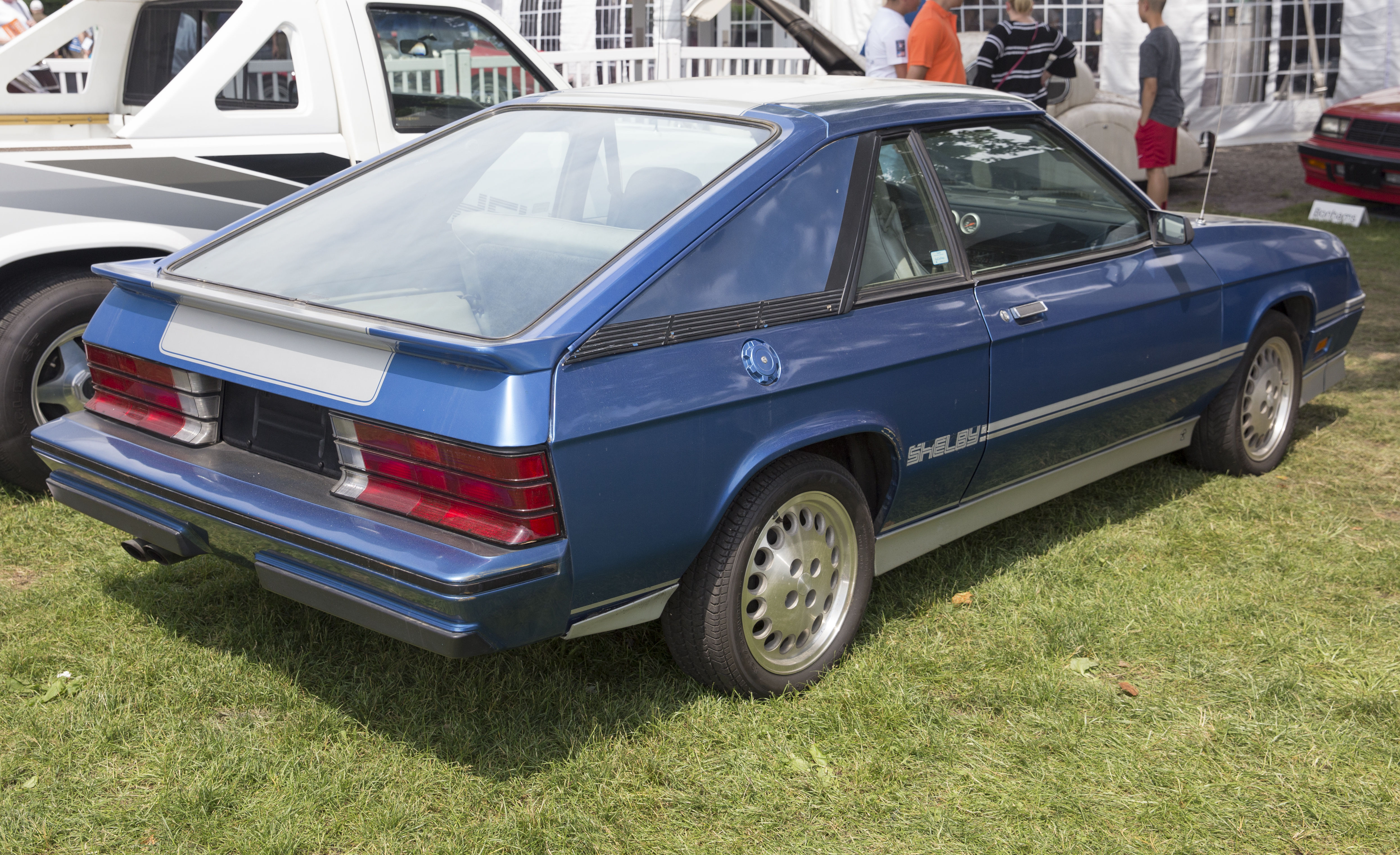
Vista trasera del prototipo de 1982.

Era un coche subcompacto de tracción delantera tipo hatchback. En 1982, el Charger regresó por segundo año como la opción de rendimiento para el 024. No se cambió nada desde 1981 excepto por un emblema Pentastar en su capó y la adición de un resonador al escape, ya que el modelo anterior no tenía silenciador. utilizando el convertidor catalítico como único método de reducción del ruido del motor. La producción aumentó a 15 000 unidades.
En 1983 se utilizó un motor de 1,6 litros desarrollado conjuntamente entre Chrysler y Peugeot y el Omni 024 pasó a llamarse Charger. El Plymouth Turismo se introdujo como una entrada complementaria para 1983, con la designación TC3 descontinuada. Carroll Shelby desarrolló una versión deportiva del Charger a finales de año: el Dodge Shelby Charger.
La transformación continuó en 1984, con faros cuádruples que diferenciaban al Charger de sus orígenes Omni, aunque los modelos Shelby continuaron usando el conjunto de tapa de nariz y parachoques delantero de años anteriores. El Plymouth Turismo compartiría la misma parte delantera. Aparte del distintivo, ambos coches eran idénticos.
Para 1985, los nombres de Shelby con su parte delantera única y Charger, se barajaron para reflejar la adición de un motor con turbocompresor . Se agregó un nuevo color para 1985: negro con rayas plateadas. El Plymouth Turismo nunca obtendría una versión turbo del Shelby Charger. En la sede de Chrysler se vieron dos Turismo turboalimentados, que usaban la parte delantera de Shelby con una insignia de "'Cuda Plymouth", pero no se pusieron en producción. El anterior motor Shelby Charger de alta compresión de 107 HP (108 CV; 80 kW), era una opción en los Dodge Charger normales.
Para 1986, se agregó la luz de freno central de montaje alto obligatoria y el motor 2,2 litros de 96 HP (71,6 kW) llegó a los modelos base. El año de 1987 fue el último para el Charger y Turismo derivado del Omni Horizon. Fueron producidas un total de 2011 unidades del Charger con el motor Turbo II de 174 HP (176 CV; 130 kW) más potente. Se fabricaron un total de 7709 unidades del Shelby Charger para el modelo 1985 y 7669 unidades en 1986, mientras que 1987 fue el último año con 1011 producidos, cuando fueron modificados como Shelby GLHS de 1987.
En 1999 se presentó un prototipo de tracción trasera.

## LX y LD

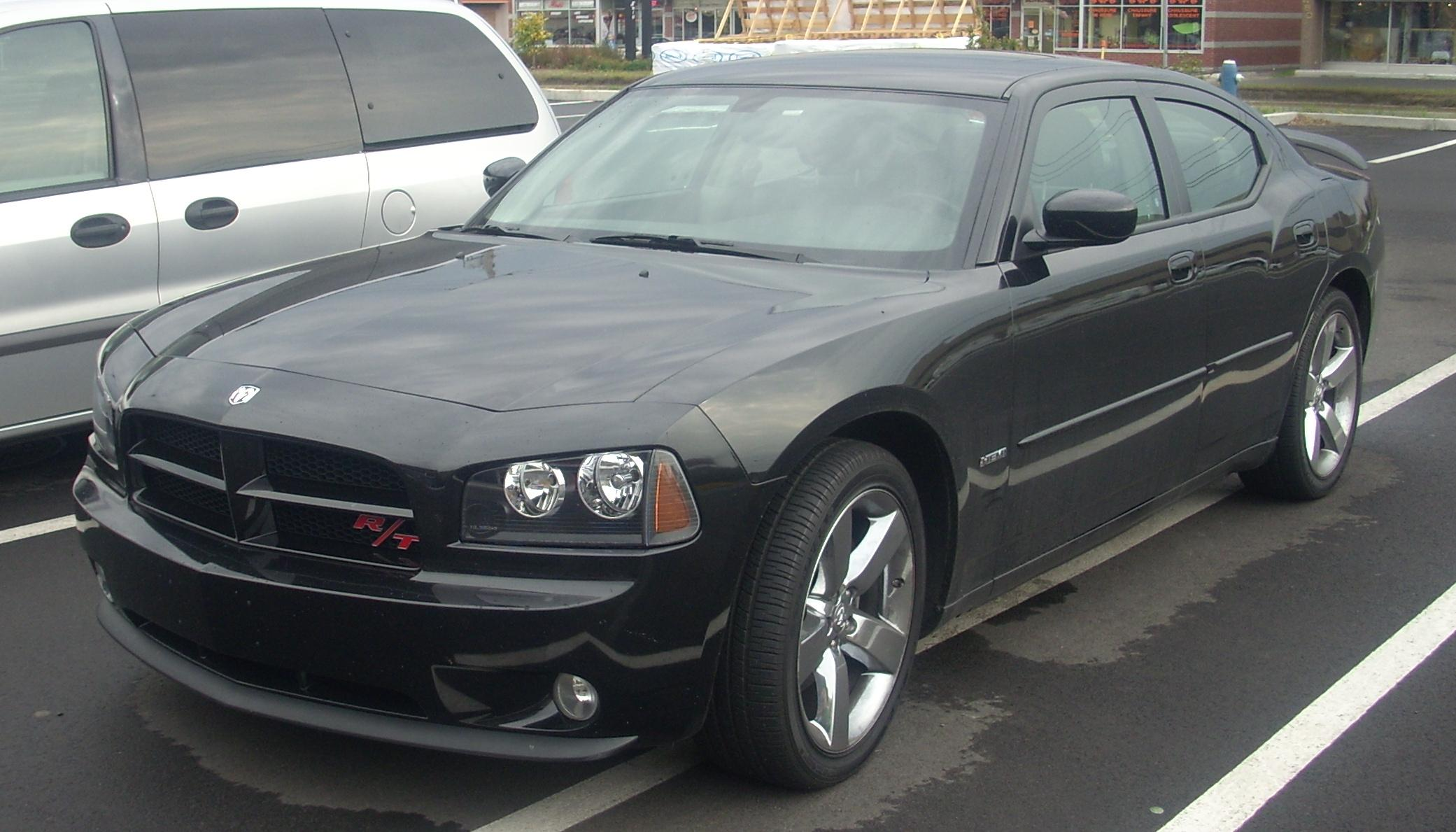
R/T Hemi de 2006.

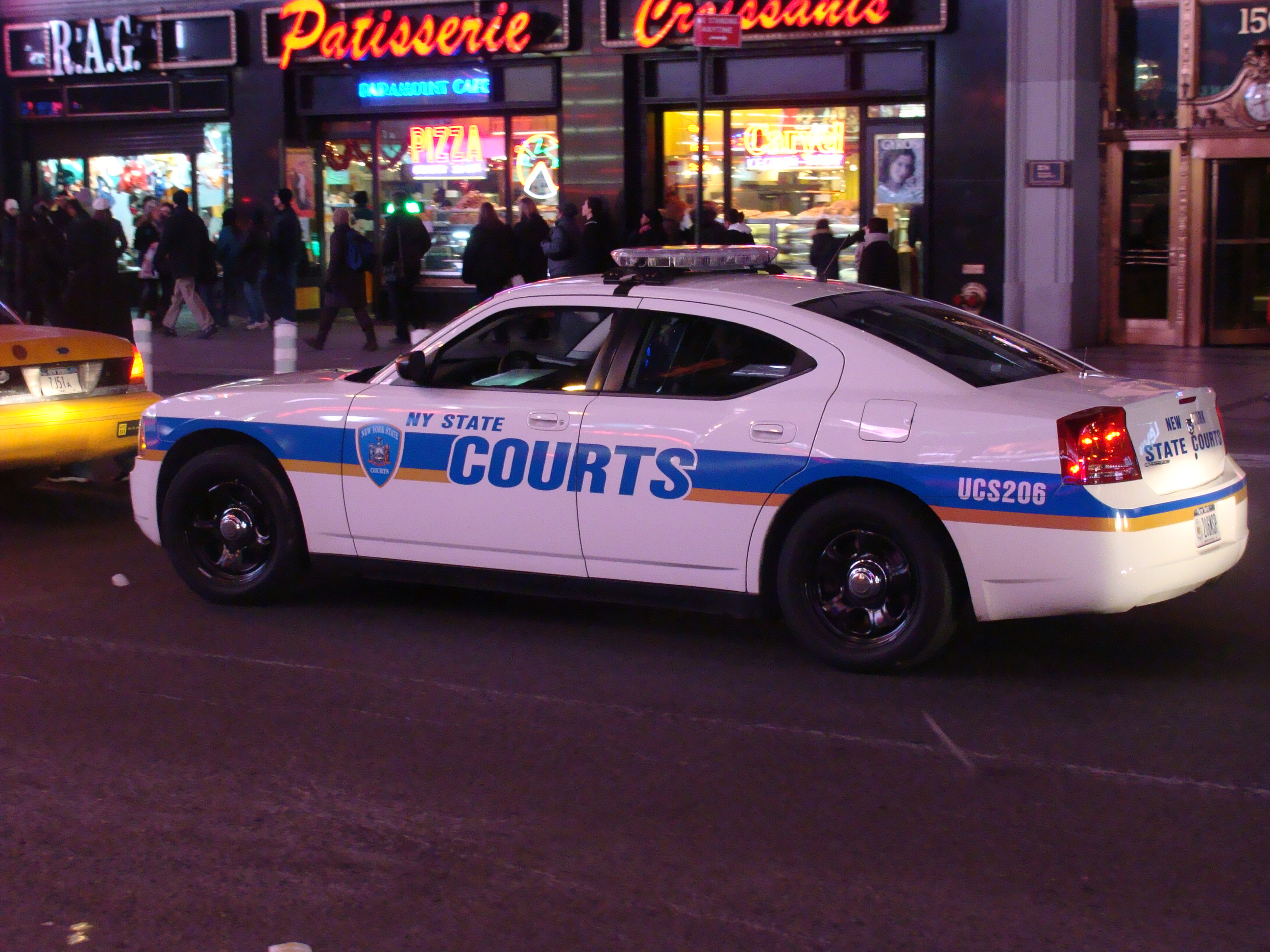
Patrulla crucero de la corte estatal de Nueva York, en Times Square.

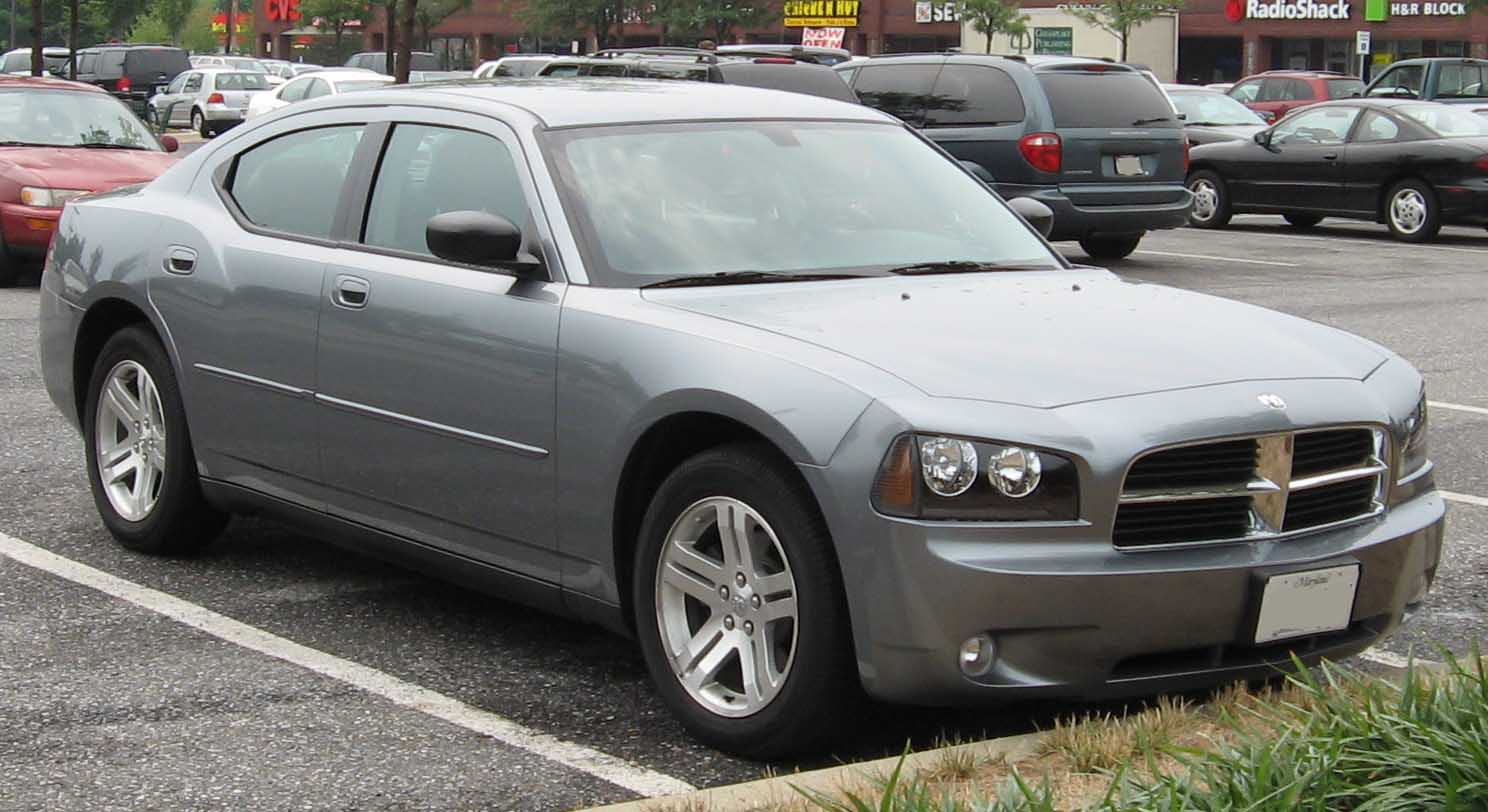
SXT de 2006-2007.

Introducido en febrero de 2005 para ser lanzado como modelo 2006, este nuevo Charger utiliza la plataforma LX del Chrysler 300C y del descontinuado Dodge Magnum, tomando componentes del Mercedes-Benz Clase E. En esencia, los interiores son casi idénticos a los del Magnum. Este Charger es un sedán de 4 puertas, en desacuerdo de muchos fanáticos del modelo original. Este es ensamblado en la fábrica de Brampton (Ontario), Canadá.
Para 2005, se presentaba el nuevo Charger LX que no se parecía en nada a los viejos Charger ni al modelo concepto de 1999. Tenía un frente agresivo, que según los críticos, recordaba más al Coronet de 1970 que al Charger, con una parrilla que daba una forma abultada al capó y que le dio una línea muy definida al Charger; el parabrisas fue inclinado en las esquinas, lo que rememoró a los Charger de segunda generación y las puertas delanteras eran parecidas a las del 300, pero ligeramente más cuadradas y grandes, mientras que las puertas traseras caen suavemente en una curva y terminan en una ligera punta, también recordando las ventanas triangulares del Charger clásico. Hacia la parte trasera, se inicia una curva también inspirada en el Charger clásico, que comienza en la parte final de la puerta trasera y termina hasta la parte trasera del coche. El panel trasero no se parece en dada a ningún otro Charger y mucha gente coincide que las luces traseras se parecen a las del Chrysler 300M. Las luces traseras son cuadradas y grandes, lo cual le da una apariencia deportiva a la parte trasera del coche.
A principios de 2006, DaimlerChrysler AG fabricó una nueva versión del modelo para la policía. Hizo su debut en el Salón del Automóvil de Nueva York de 2005. A diferencia de la versión civil, la versión policial tiene características mejoradas, frenos de servicio pesado, un sistema de refrigeración más grande y reforzado, programa electrónico de estabilidad (EPS), la actuación de la policía a punto de dirección y una palanca de cambios que se monta en la columna de dirección en lugar de en el consola central. En lugar de la consola central, se le ha dotado con una placa de acero adecuado para el montaje de los equipos de radio, computadoras y los mandos de luces y sirenas.
También se ha utilizado en México como vehículo oficial por parte del Ejército Mexicano y los cuerpos policiacos de ese país, tales como la Policía Federal, policías estatales, municipales e incluyendo la Policía de la Ciudad de México.

### Charger SE y SXT
El modelo básico SE usaba la misma planta de poder que su antecesor el Dodge Intrepid: un motor V6 Chrysler EER de 2736 cm³ (2,7 L; 167 plg³) con 190 HP (193 CV; 142 kW) y un par máximo de 190 lb·pie (258 N·m). A este le seguía el SXT con los paquetes G, H, N, P y R, equipado con un V6 Chrysler EGJ de 3518 cm³ (3,5 L; 214,7 plg³) con 250 HP (253 CV; 186 kW) y un par máximo de 250 lb·pie (339 N·m).

### Charger Daytona

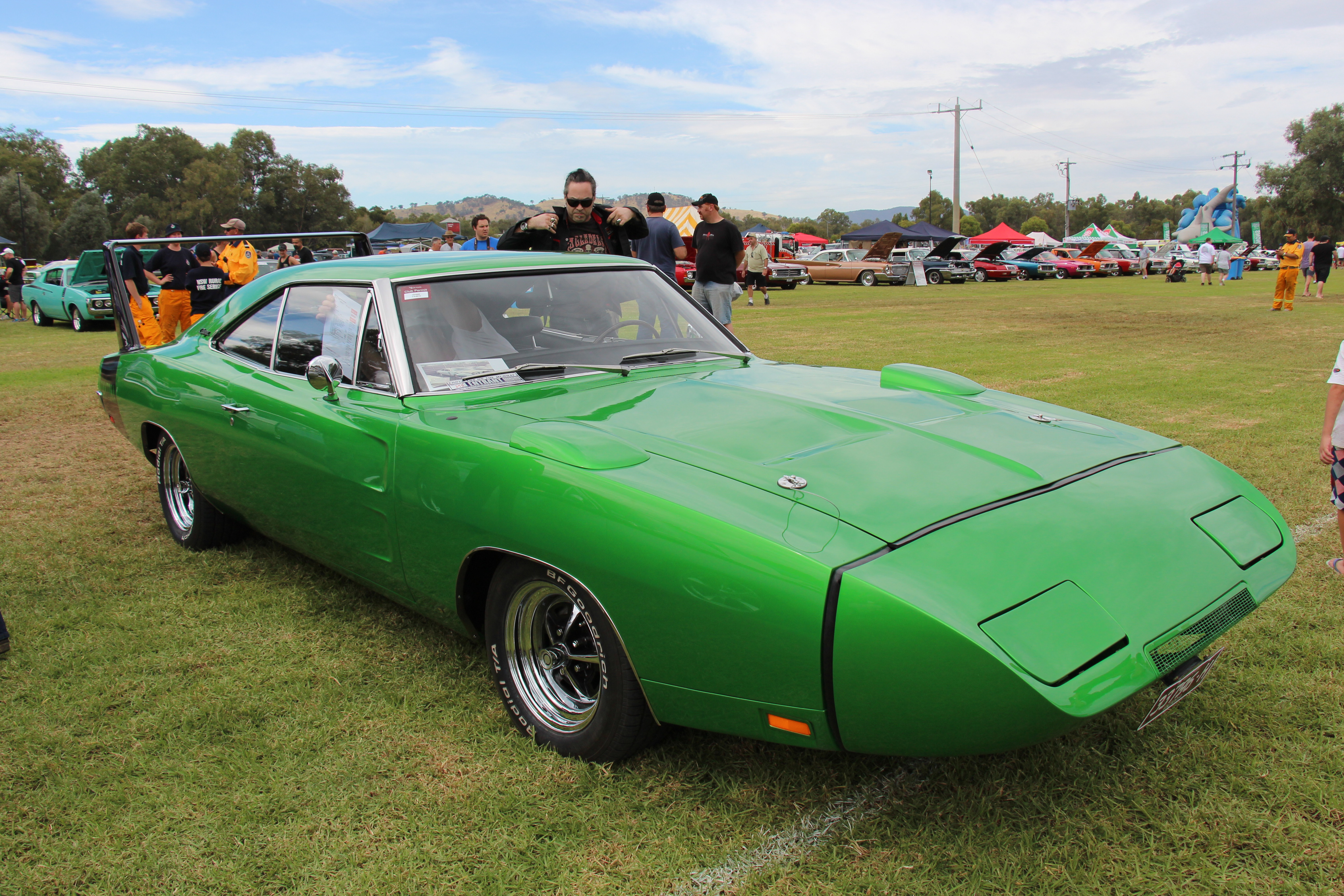
El primer Daytona fue una edición limitada de alto rendimiento, que se produjo en el verano de 1969 con el objetivo de ganar la carrera NASCAR.

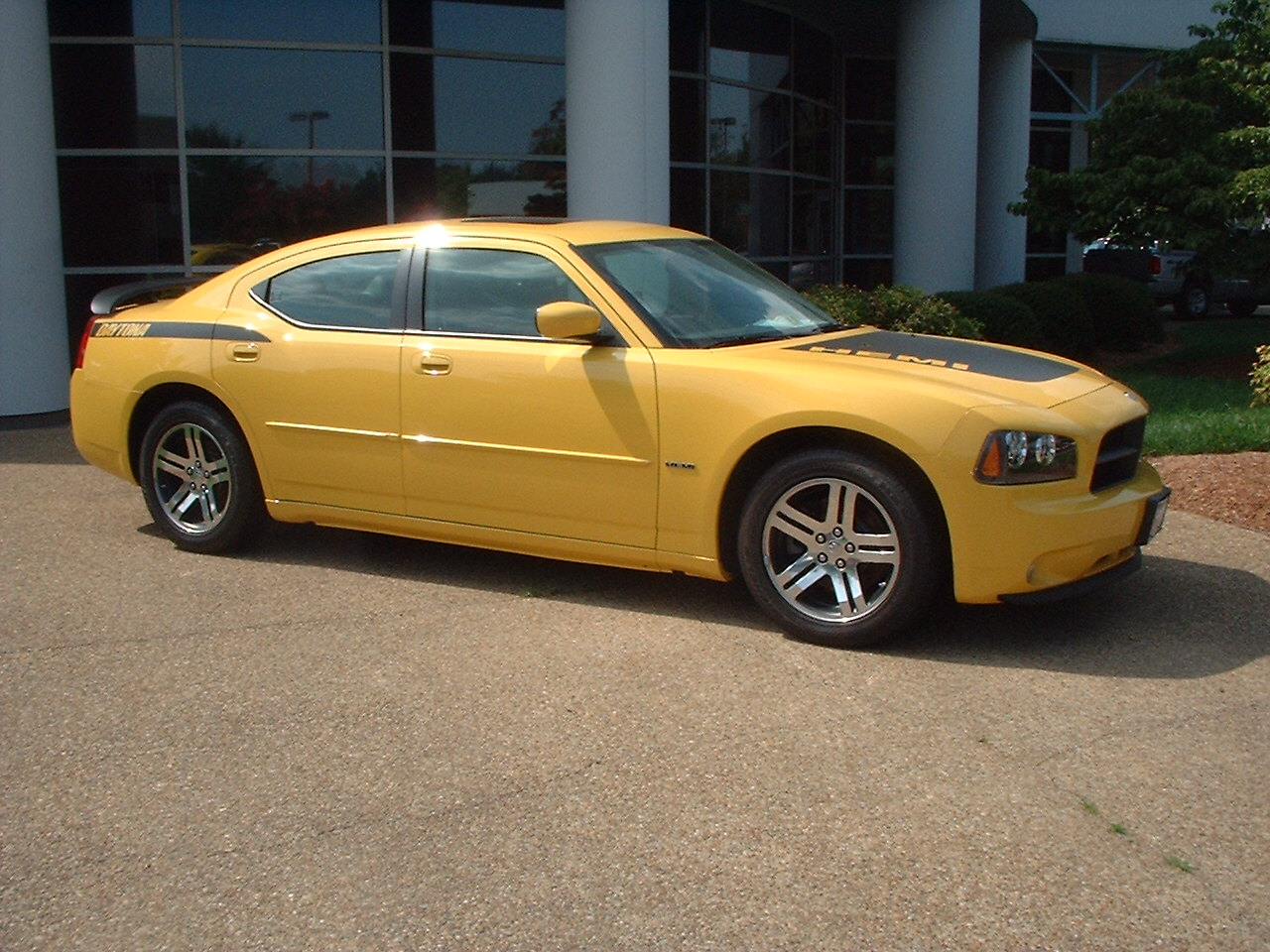
Charger Daytona de 2006.

Era el nombre dado a tres diferentes tipos de Charger modificados, construidos desde la plataforma B-body y también en esta nueva LX.
Regresó el Charger Daytona al ser llamado Charger Daytona R/T, que solamente se produjo de 2006 a 2009. Tenía la parrilla delantera pintada en negro, al igual que el panel trasero y el spoiler, con parte del capó pintado en negro con el logo "HEMI" en la derecha y la izquierda, además en la curva de la parte trasera tenía una franja delgada con la leyenda “Daytona” en el medio. Estaba equipado con un Hemi EZB de 5654 cm³ (5,7 L; 345 plg³) de 375 HP (380 CV; 280 kW), mismo que equipaba el Charger R/T Road/Track Performance Group. El Charger Daytona R/T tenía los colores de alto impacto que habían existido en los años 1970, tales como el Go ManGo!, el ToRed y el Top Banana durante 2006, mientras que para 2007 los colores ofrecidos eran el Sublime y el Plum Crazy; y en 2008 estuvo disponible únicamente con el Hemi Orange. En 2009 recibió un nuevo árbol de levas, incrementando su potencia.
Se produjeron tres vehículos separados con el mismo nombre, los cuales fueron modificados B-body. El nombre proviene de Daytona Beach, Florida, que fue uno de los primeros centros de las carreras de autos y todavía alberga las Daytona 500, uno de los principales eventos de NASCAR. El primer uso del nombre Daytona en un automóvil fue en una versión del Studebaker Lark. El Daytona fue el modelo de rendimiento del compacto Lark y se produjo entre 1969 y 1970. El Dodge Charger fue creado para vencer a la competencia en NASCAR, Americas Premier Racing Series.
El modelo 2013 tenía un precio minorista sugerido por el fabricante (MSRP) de US$32 990 (equivalente a $43 151 en 2023) para los modelos R/T; y de US$36 495 (equivalente a $47 735 en 2023) para los modelos R/T Road & Track Daytona.
Para 2017, estaba equipado con un V8 Hemi que generaba una potencia máxima de 485 HP (492 CV; 362 kW). El Charger Daytona y Daytona 392 se presentaron en agosto de 2016 en el mercado de Estados Unidos, donde es más popular. Ofrece la opción de un V8 de 5654 cm³ (5,7 L; 345 plg³) o 6422 cm³ (6,4 L; 391,9 plg³). Sin embargo, en Canadá el Daytona solamente estaba disponible con el V8 de 5654 cm³ (5,7 L; 345 plg³).

### Charger R/T y SRT-8
Era un concepto de los antiguos muscle car. Estaba rediseñado para 2011 y equipado con el nuevo V8 Chrysler Hemi EZB de 5654 cm³ (5,7 L; 345 plg³) de 340 HP (345 CV; 254 kW) y un par máximo de 390 lb·pie (529 N·m). No tenía ninguna línea deportiva, solamente un spoiler trasero y el logotipo "R/T" en la parrilla y el panel trasero. Le seguía el Charger R/T preparado por Road/Track Performance Group con el mismo Hemi EZB, pero potenciado a 350 HP (355 CV; 261 kW) y el par sin cambios.
El modelo 2012 era un automóvil deportivo de tracción trasera, teniendo una gama de productos tecnológicos.
Para 2013 apareció el SRT-8 392, con un V8 Hemi de 392 plg³ (6,4 litros) que producía 485 HP (492 CV; 362 kW) y un par máximo de 475 lb·pie (644 N·m).

### Charger Super Bee

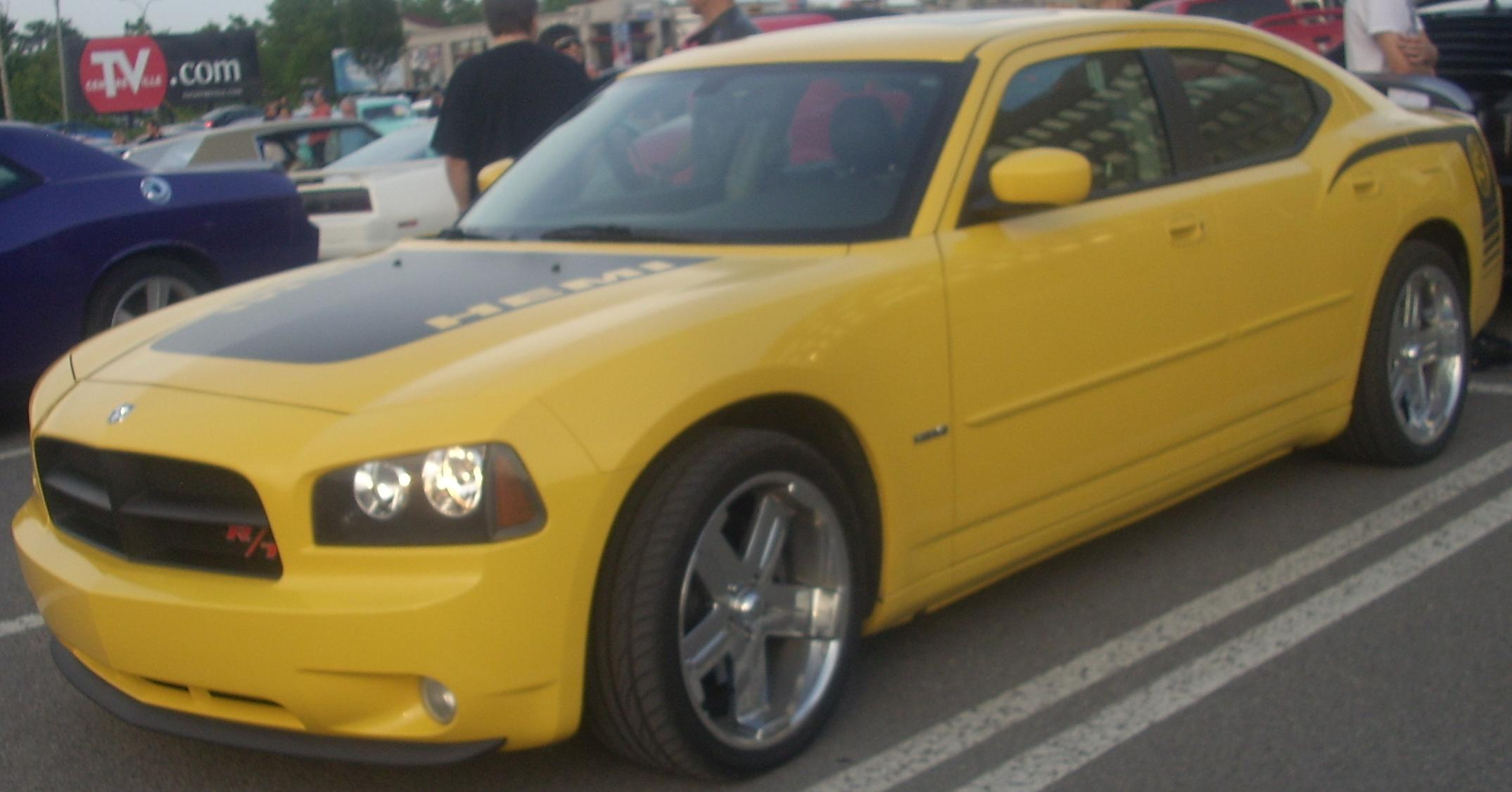
Charger Super Bee de 2007.

El nuevo modelo regresó en 2007 y se presentó en el Salón del Automóvil Internacional de Norteamérica como el Dodge Charger Super Bee, el cual fue una submarca del Charger LX y era básicamente un SRT-8, pero con pintura amarilla detonadora para que se pareciera más al tradicional logotipo. También tiene ciertos detalles en color negro como en el capó, los guardabarros y el maletero. Estos tipos de colores lo hacían parecerse a una abeja. Las ruedas están pulidas en la parte de las llantas y este paquete no lo trae el SRT, ya que en lugar de pulirlos es solamente pintura plateada. Esta generación, basada en la plataforma LX de Chrysler, estuvo presente hasta 2009.
Era una edición especial limitada del Charger SRT-8, un sedán para cinco pasajeros con una imagen agresiva muy congruente con lo que se espera de un muscle car norteamericano, además de que su manejo ya no se limita a ser rápido en rectas, sino que también puede ir en curvas muy bien.
Bajo el capó tenía un V8 Hemi de 6059 cm³ (6,1 L; 369,7 plg³) con 425 HP (431 CV; 317 kW) y 420 lb·pie (569 N·m) de par máximo que presenta un comportamiento notable, ya que entrega toda la potencia en un rango de par muy amplio. La misma fuerza tiene el imponente sistema de frenos, con discos hiperventilados y pinzas (cálipers) pintadas en color rojo. Por otra parte, el interior es poco distintivo y los plásticos podrían ser de mejor calidad, mientras que el consumo de combustible puede ser elevado y las llantas de 20 pulgadas (50,8 cm) cromadas no lucen muy bien.

### Charger SRT Hellcat

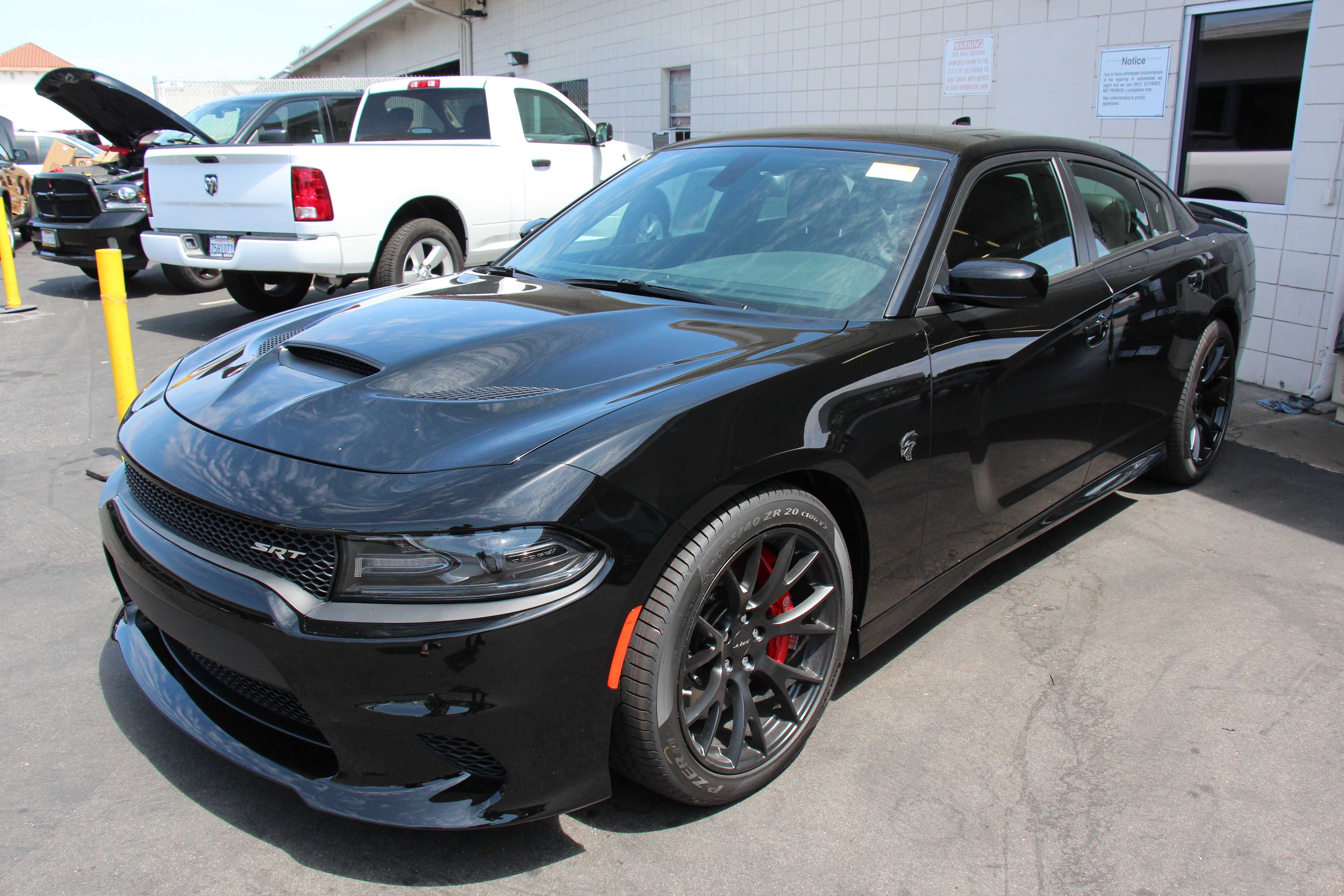
SRT Hellcat de 2015.

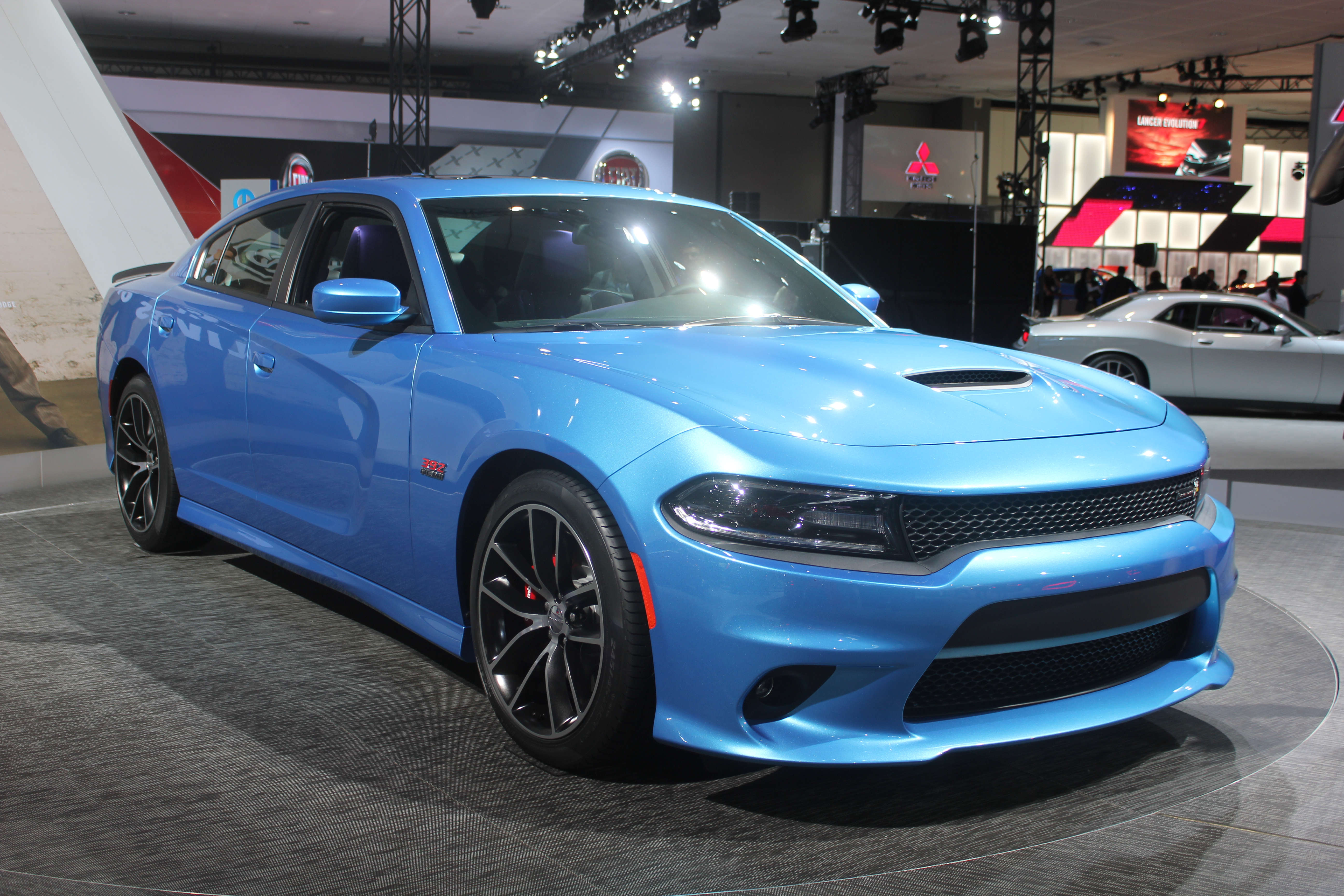
SRT 392 con Scat Pack

Es un sedán de cuatro puertas para cinco pasajeros, con un V8 Hemi sobrealimentado de 6166 cm³ (376,3 plg³; 6,2 L), que produce 707 HP (717 CV; 527 kW) y un par máximo de 650 lb·pie (881 N·m). Es el motor más potente producido por Dodge hasta 2015. Dispone de una transmisión manual de seis velocidades, o bien, una automática de ocho marchas con levas detrás del volante. Las llantas son de medidas 275/40 R20 pulgadas (50,8 cm). Su consumo oficial es de 18 L/100 km (5,6 km/L; 13,1 mpgAm) en ciudad y 10,7 L/100 km (9,3 km/L; 22,0 mpgAm) en autopista. Su precio base era de US$64 000 (equivalente a $82 266 en 2023).
Acelera de 0 a 100 km/h (62 mph) en 3,4 segundos. El tiempo en recorrer el 1/4 de milla (402 m) es de 9 segundos a 260 km/h (162 mph), mientras que su velocidad máxima es de 315 km/h (196 mph). Los cambios de marcha se producen en 100 milisegundos. Dispone de tres niveles de amortiguación, tracción y transmisión: Track, Sport y Street. Tiene una llave negra para usar el coche con potencia limitada y una llave roja para disponer de toda la potencia. Dispone de una pantalla táctil LCD de 8,4 pulgadas (21,3 cm).

"Most Powerful Sedan Ever. The Quickest & Fastest Sedan Ever…"
"El sedán más potente hasta la fecha. El sedán más rápido hasta la fecha…"
Según la publicidad de Dodge en 2015.

### Fin de producción
Su producción terminó el 22 de diciembre de 2023. Su sucesor podría ser el concepto Daytona SRT Banshee como una futura versión eléctrica, el cual fue develado en noviembre de 2022.

## Daytona SRT Concept

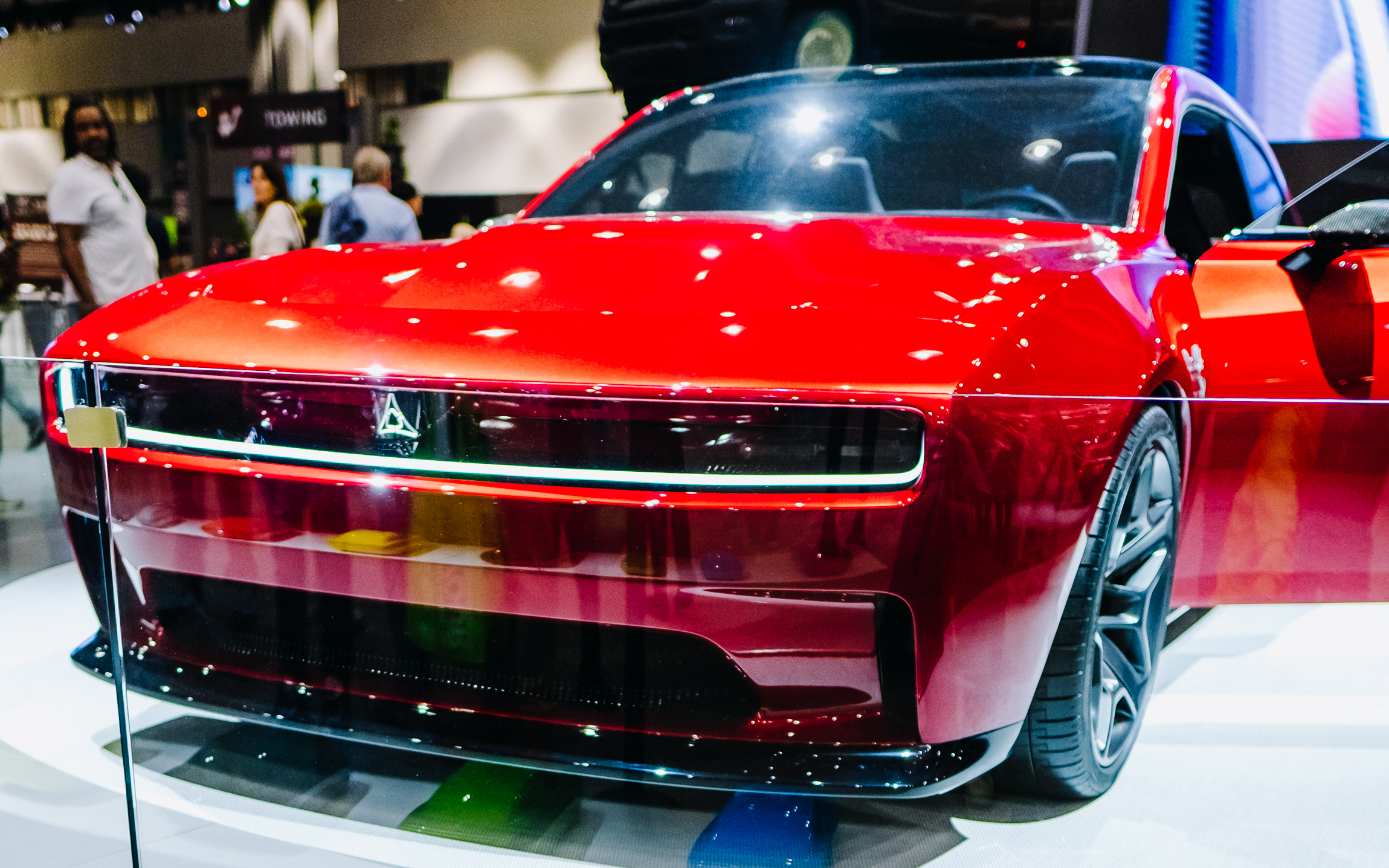
Concepto en el Salón del Automóvil de Los Ángeles de 2022.

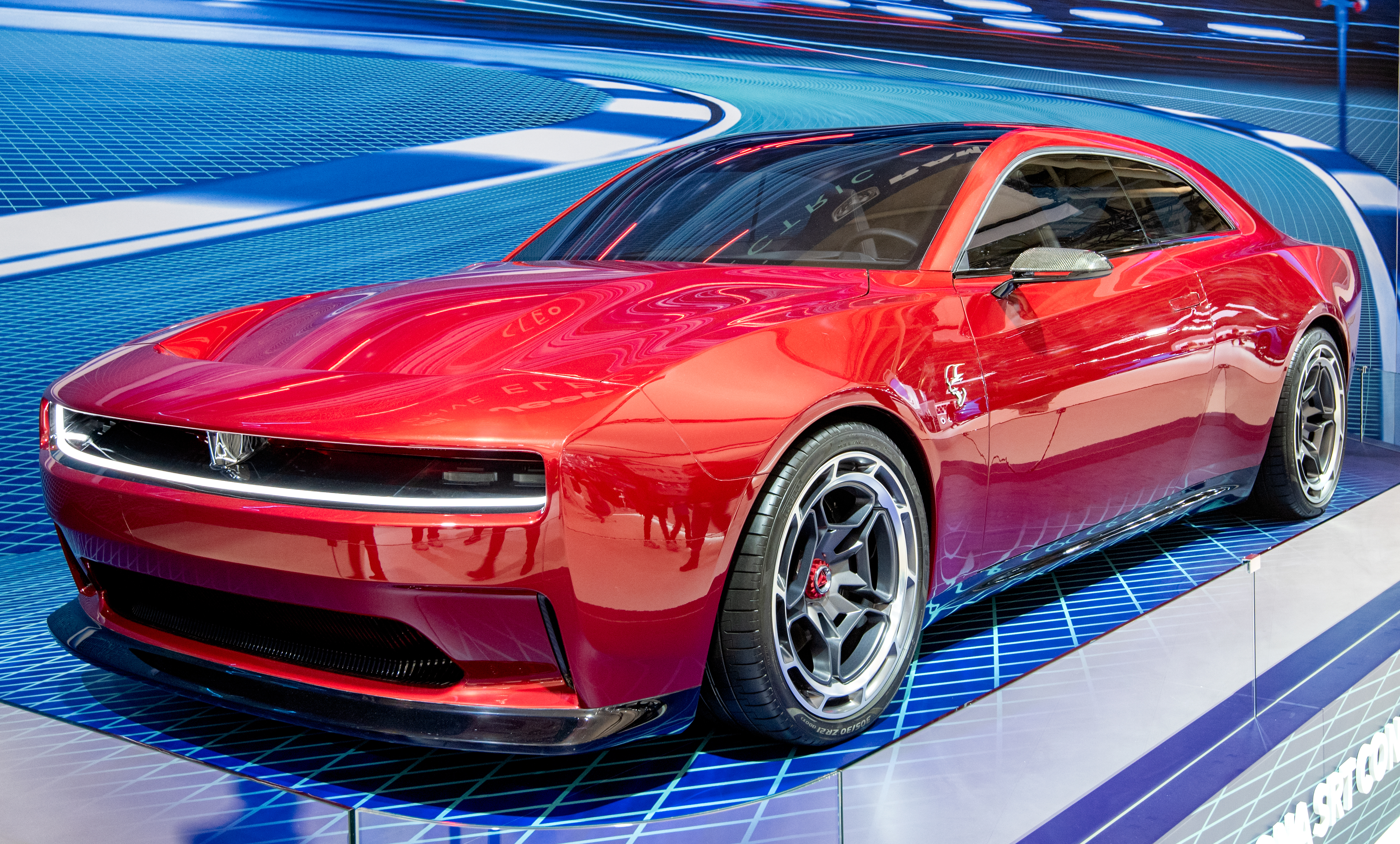
SRT Concept.

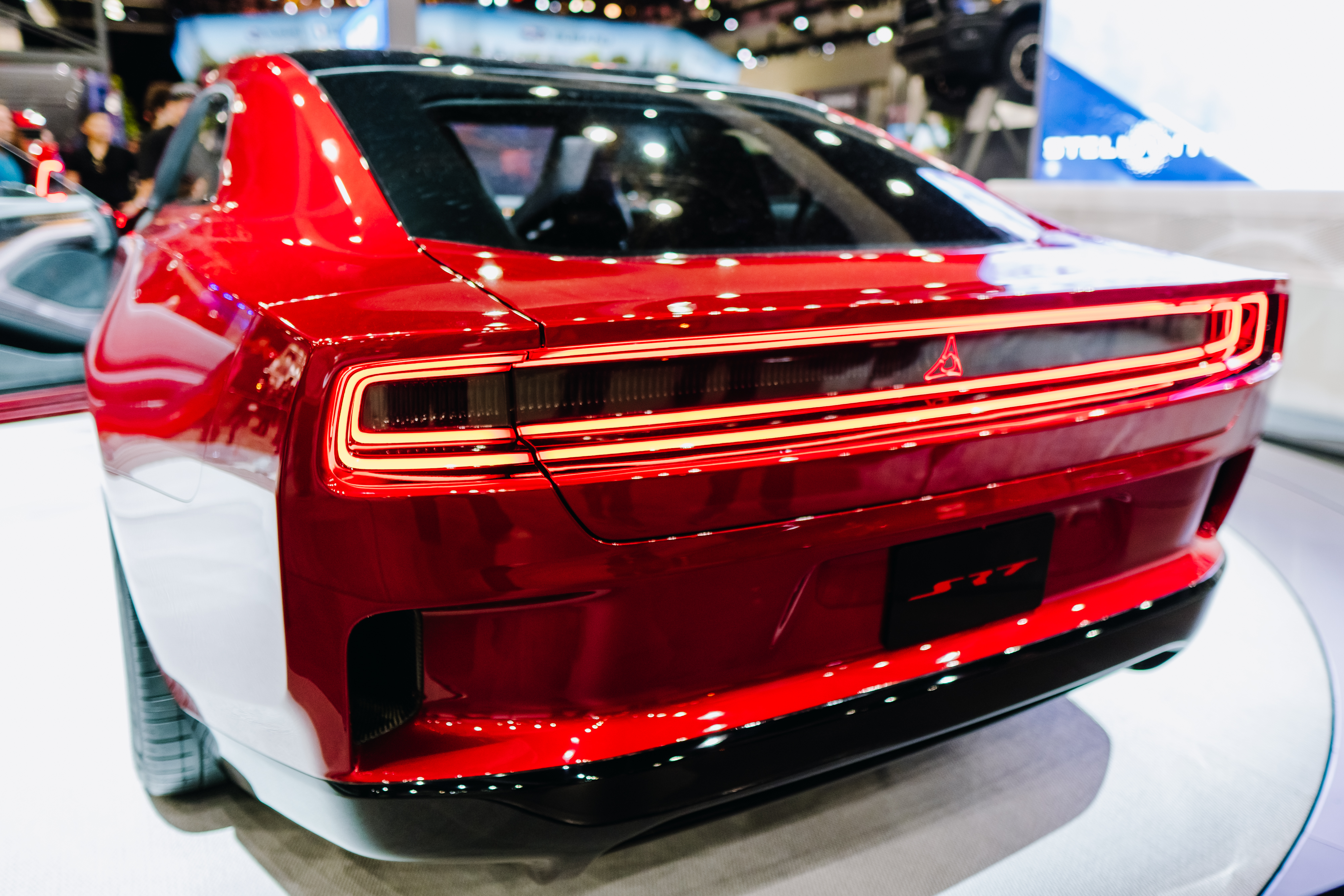
Vista trasera.

Es un auténtico muscle car americano eléctrico que no necesita gasolina, aunque sí incluye el sonido de su motor gracias a su sistema de escape "Fratzonic Chambered Exhaust". Está formado por tres características que cambian el juego, con sus patentes en proceso de tramitación, que, según la marca, reescribirán las reglas de los coches de baterías:
- R-Wing: una característica única de diseño aerodinámico que conecta al prototipo con el icónico Dodge Daytona.
- Escape con cámara Fratzonic: el primer tubo de escape de la industria para un vehículo eléctrico, que puede alcanzar los 126 dB, previendo así que su sonido sea similar al de un modelo del fabricante con el motor del Hellcat.
- eRupt: una transmisión de varias velocidades con la experiencia genuina del cambio electromecánico.[22]

La marca afirma que sus prestaciones serán superiores incluso a las de los Hellcat o Hemi. Este nuevo nivel de altas prestaciones recibe una nueva denominación llamada "Banshee". Este sistema eléctrico de 800 voltios le permitiría superar en todas las mediciones a un Hellcat, gracias a su eficaz sistema de tracción con una motricidad de primer nivel. Mientras que la mayoría de coches eléctricos no tienen una transmisión por estar equipados con una única marcha, el Daytona SRT recurre a una nueva denominada "eRupt" de varias velocidades con cambio electromecánico que ofrece distintos cambios de marcha. El SRT Concept también cuenta con la función "PowerShot push-to-pass", que se activa mediante un botón en el volante para proporcionar un mayor nivel de potencia para una aceleración mayor. Otra característica que no tienen los eléctricos, es el sistema de escape. En el Daytona SRT sí hace falta para poder generar el sonido que emite el sistema con cámara Fratzonic, a través de un amplificador de audio y una cámara de afinación ubicados en la parte trasera del vehículo. Gracias a este sistema, emite un sonido de 126 dB que iguala al del SRT Hellcat.
También dispone de un nuevo diseño frontal denominado "R-Wing". Este permite que el aire fluya a través de la entrada frontal y lo canaliza hacia la parte superior del gran cofre, mejorando la carga aerodinámica. El R-Wing delantero se en los ejes exteriores y, al mismo tiempo, ofrece un diseño mejorado aerodinámicamente para el paso del aire. Las cortinas de aire de fibra de carbono situadas a ambos lados de las defensas delanteras y traseras, proporcionan un flujo de aire que contribuye a mejorar la aerodinámica. Además, la parrilla delantera destaca con una iluminación transversal centrada por el regreso del logotipo Fratzog iluminado en blanco. Los detalles verticales de la parrilla delantera rinden tributo al modelo de 1968. Los faros están ocultos bajo el R-Wing e integrados en la superficie aerodinámica. Tanto la iluminación delantera como la trasera presentan un diseño de lado a lado centrado por el logotipo Fratzog iluminado en 3D. Los tiradores de las puertas enrasados continúan el diseño minimalista. Los distintivos Banshee de aluminio cepillado están sobre los pasos de rueda. Los rines de 21 pulgadas (53,3 cm) cuentan con un diseño similar al de una turbina y un logotipo Fratzog rojo en las tuercas centrales de las ruedas. Unas pinzas de freno en gris de seis pistones se encargan de lograr una buena frenada.
Aunque el estilo del interior tiene cierto parecido al del pasado, incluye dos enormes pantallas de 16 pulgadas (40,6 cm) para la instrumentación y de 12,4 pulgadas (31,5 cm) para el sistema multimedia, con iluminación led, así como unos mandos táctiles para el manejo de algunas funciones. También se añade una tecla especial para las funciones que activan las prestaciones más radicales. Ofrece espacio para cuatro pasajeros, con un acceso relativamente cómodo a las plazas traseras gracias a sus grandes puertas. Contará con cuatro modos de conducción: Auto, Sport, Track y Drag. Se espera que en 2024 reemplace a los Charger y Challenger de combustión interna, simbolizando la transición hacia un futuro eléctrico.

## En competición

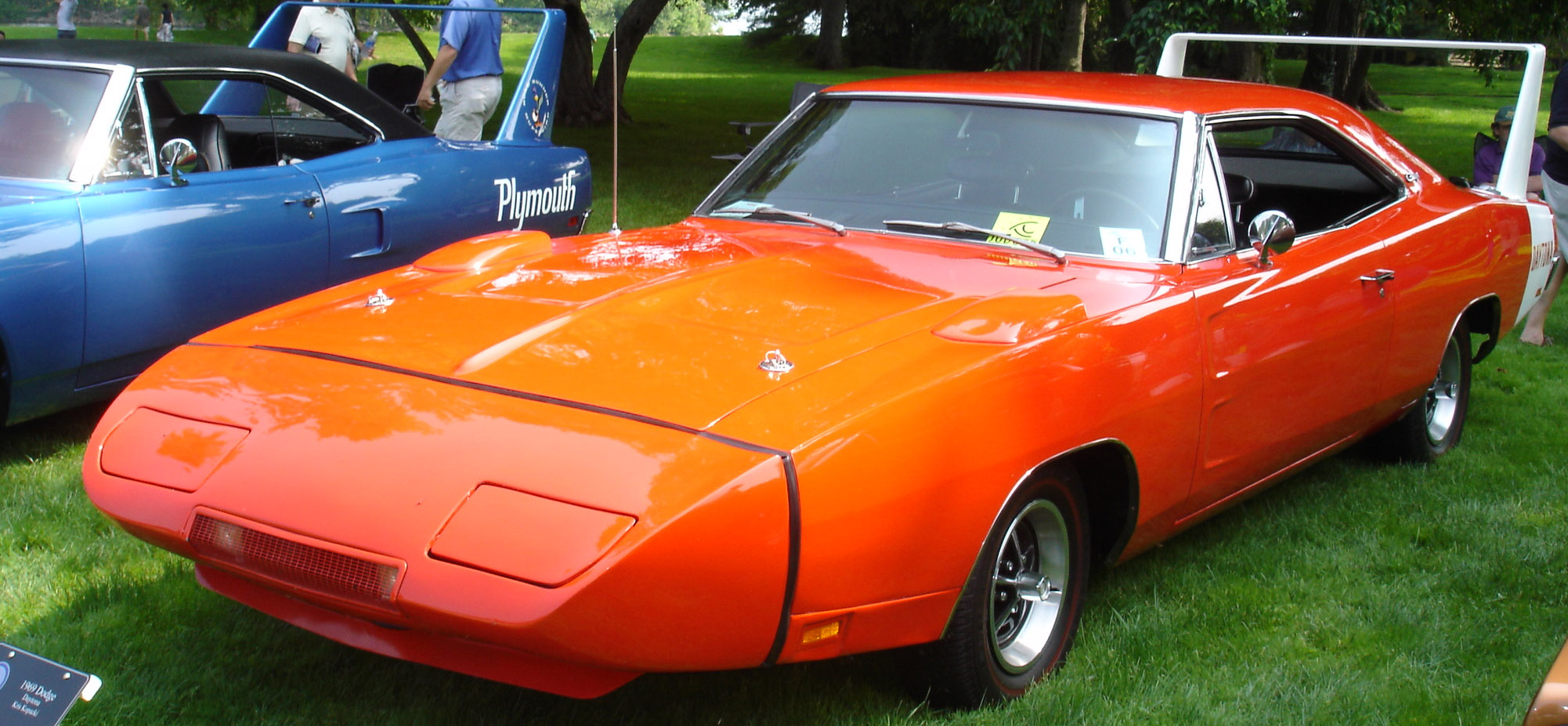
Charger Daytona con la extensión delantera del morro.

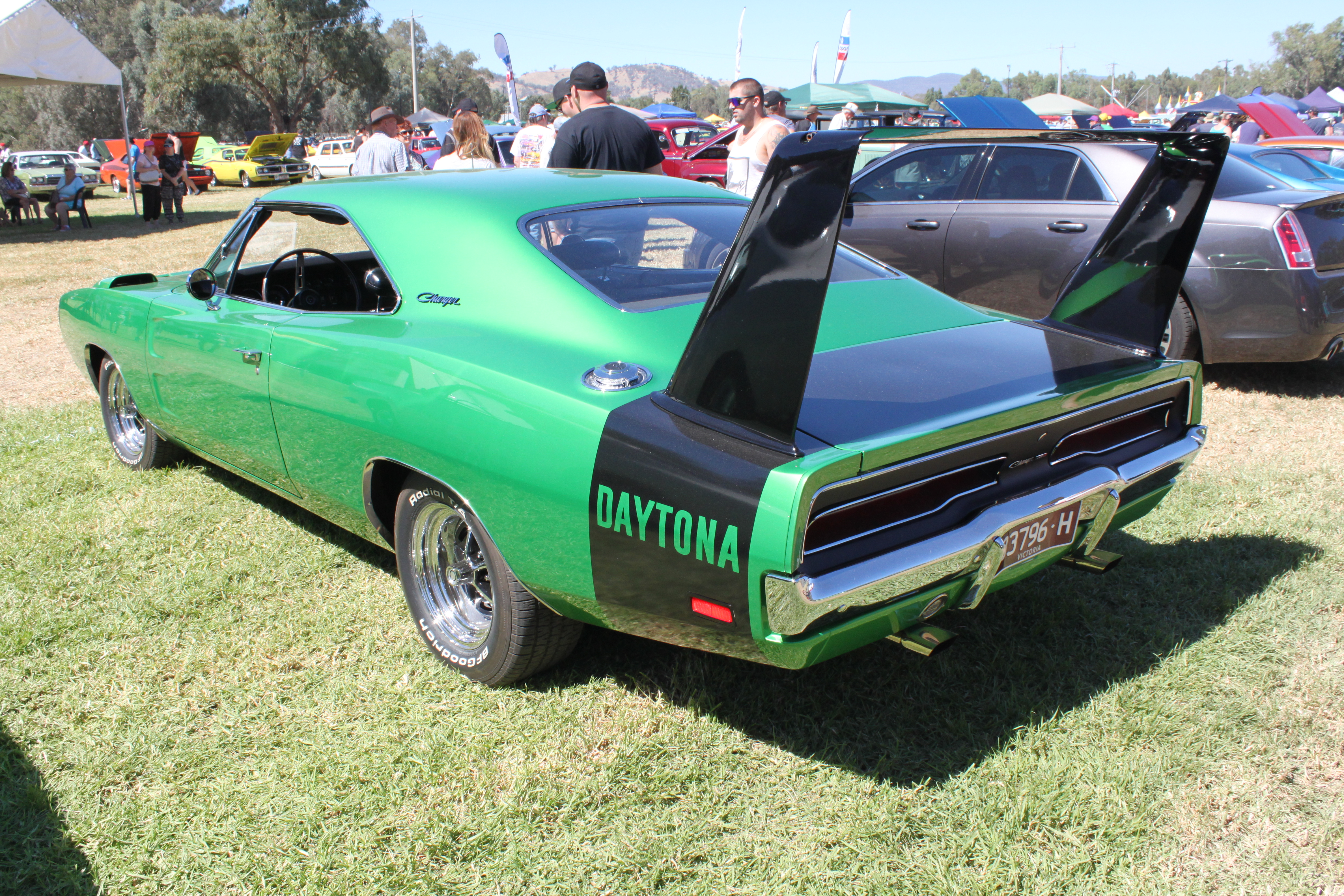
Vista trasera 3/4 de un modelo 1969 con el spoiler masivo.

Ford estaba dominando NASCAR durante mediados de los años 1960 y Dodge esperaba que el Charger pudiera competir. Dodge lo introdujo en la temporada de 1966 NASCAR, pero rápidamente se dieron cuenta de que el coche se desempeñaba pobremente en los circuitos más rápidos. Tenía algo de deslizamiento / elevación trasera severa, causado por la forma del coche que actuaba como un ala. El flujo de aire sobre la parte superior se movía más rápido que el aire que pasaba debajo, exactamente como trabaja un ala. Los ingenieros colocaron un pequeño spoiler de labios sobre el coche y esto ayudó y las reglas de NASCAR requerían que esa opción necesitara estar también en los modelos de producción. Esto provocó que el modelo 1966 se convirtiera en el primer coche estadounidense producido en masa en tener un spoiler. Dodge ganó el NASCAR Grand National Championship (Gran Campeonato Nacional de NASCAR), con 14 carreras finalizadas en primer lugar.
Nada cambió mucho hasta 1969, cuando Ford estaba empezando a desempeñarse bien en NASCAR de nuevo, con su potencia más baja, pero cuyos modelos eran altamente maniobrables. Dodge estaba descubriendo que todavía había mucha falta de agarre y efecto resbaladizo al combinar el Charger con los motores de primera línea, como el 440 Magnum y el 426 Hemi. Los ingenieros descubrieron que la parrilla delantera creaba mucho arrastre y la ventana trasera, la cual estaba tunelizada, estaba creando elevación, entonces pusieron una parrilla en un Coronet de 1968 e hicieron nivelar la ventana trasera con el resto de la carrocería y entonces así nació el Charger 500.
Las reglas de NASCAR cambiaron para 1970. En lugar de requerir que se vendieran 500 modelos al público para que el modelo fuera admitido, el nuevo requisito era del 50% de los concesionarios de los fabricantes. Esto significó la necesidad de construir 1920 unidades. Cualquier modelo aerodinámico, que incluía spoiler grande y extensiones delanteras, solamente podía tener un motor de 305 plg³ (5 litros). No tenía sentido producir un coche como este para las carreras y la moda terminó.

## En la cultura popular
Un modelo 1968 negro aparece en la película Bullitt, el cual termina siendo destruido al explotar durante una persecución, misma que es considerada como una de las mejores en la historia del cine. No estaba equipado con motor Hemi, sino con un Magnum de 440 plg³ (7,2 litros).
Un modelo 1969 fue usado en la popular serie de televisión Los Dukes de Hazzard, más conocido como el "General Lee".
Un R/T negro modelo 1970 con un sobrealimentador descomunal saliéndose del capó, ha aparecido en la saga de películas The Fast and the Furious, el cual es conducido por Dominic Toretto, interpretado por el actor Vin Diesel.
También apareció un modelo 1974 en la película de 1990 Wheels of Terror (Terror Sobre Ruedas), siendo el auto asesino.